# Сан-Томе і Принсіпі
Демократична Республіка Сан-Томе́ і При́нсіпі, Сан-Томе і Принсіпі (порт. República Democrática de São Tomé e Príncipe, [sɐ̃ũ tu'mɛ i 'pɾı̃sɨpɨ]) — держава на островах Сан-Томе і Принсіпі у Гвінейській затоці біля західного узбережжя Африки. Столиця — місто Сан-Томе на однойменному острові.

## Географія

Мапа Сан-Томе та Принсіпі

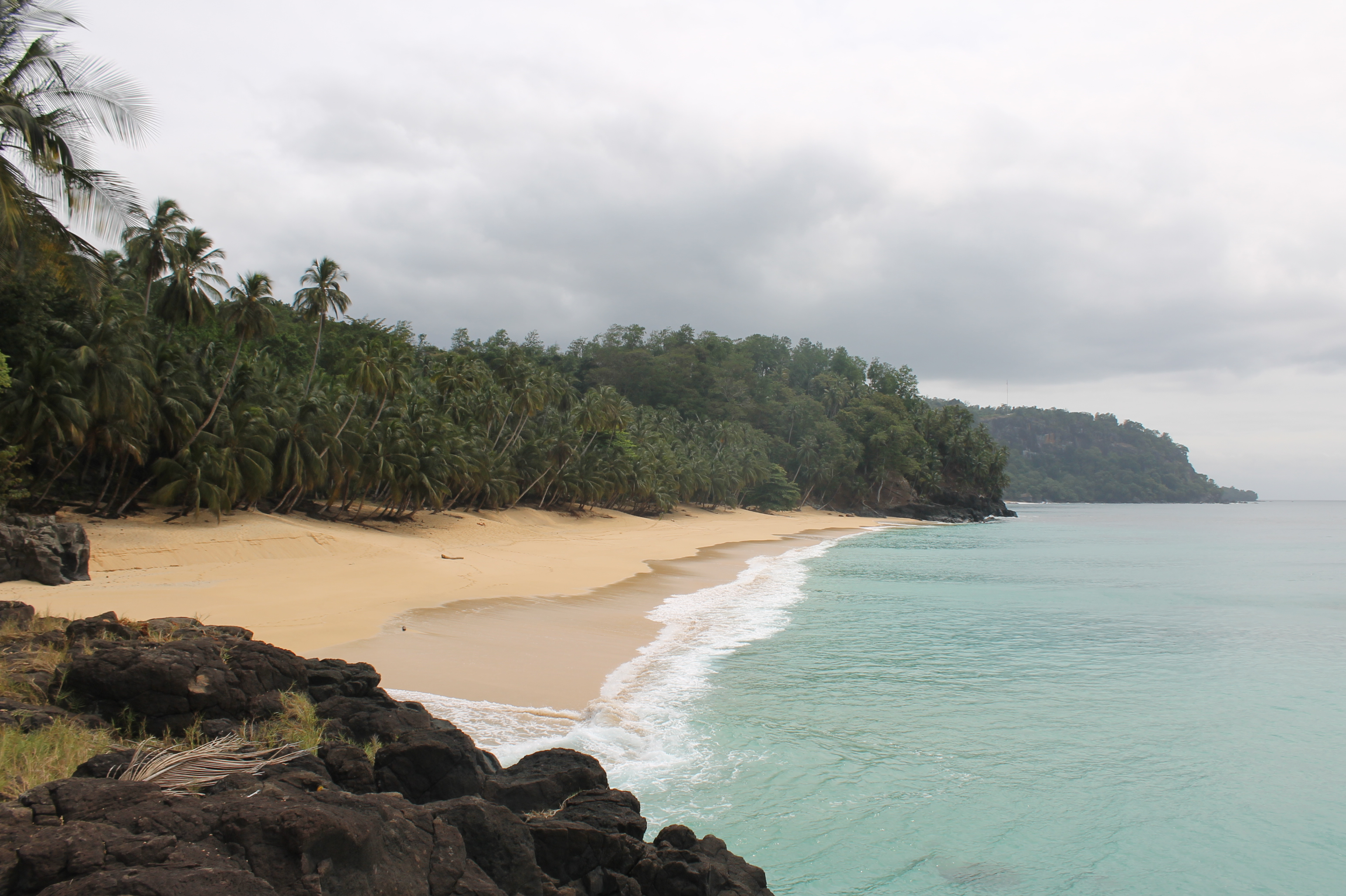
Узбережжя острова Принсіпі

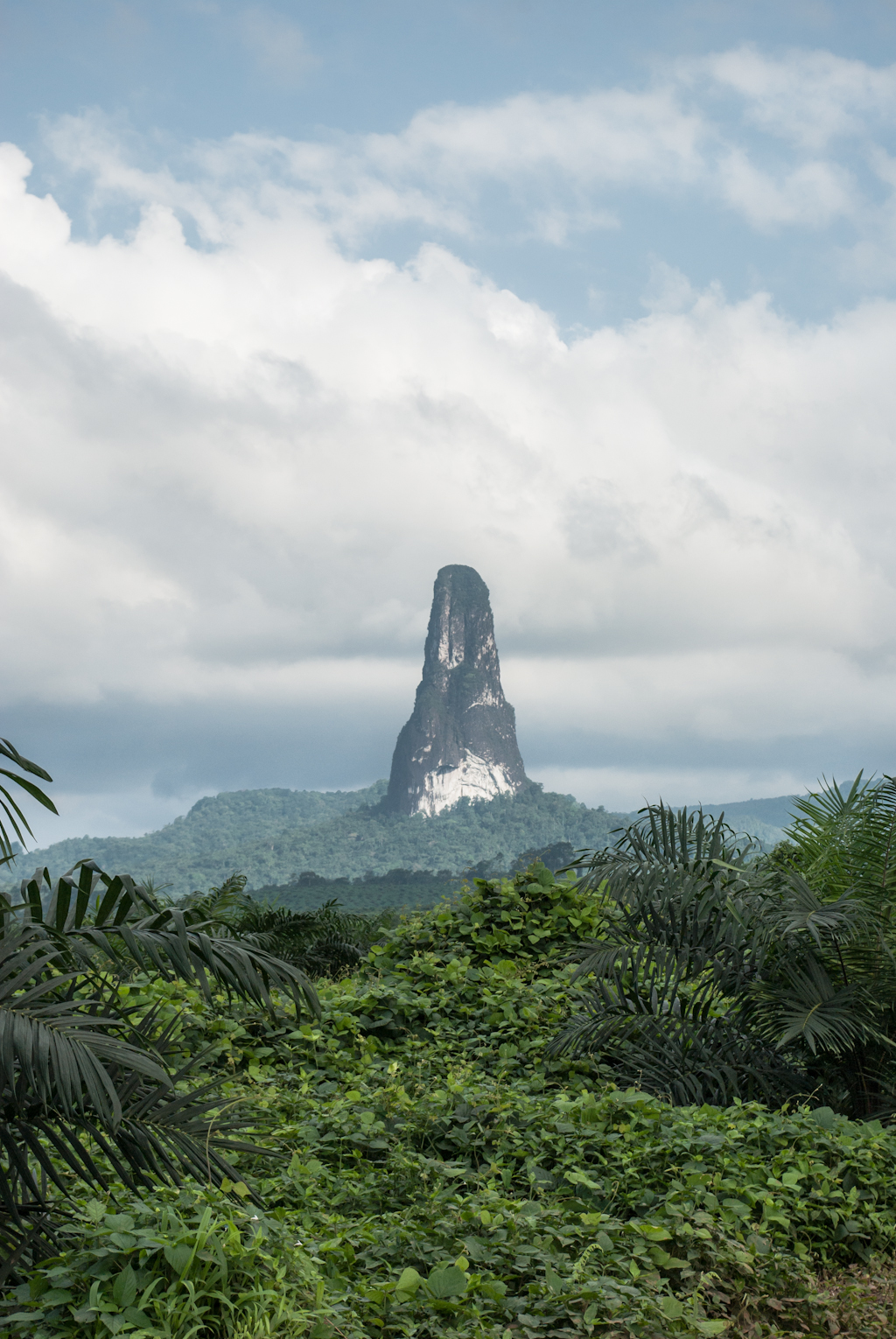
Гора Кан-Гранде

Острівна держава поблизу західного узбережжя Центральної Африки у водах Гвінейської затоки Атлантичного океану. На сході на континенті лежать держави Екваторіальна Гвінея і Габон (за 250 км).
Площа країни — 1001 км², з яких на острів Сан-Томе припадає 859 км², а на Принсіпі — 142 км². Сан-Томе і Принсіпі найменша за площею після Сейшельських Островів держава Африки. Країна має у своєму складі розташовані на відстані 148 км один від одного острови Сан-Томе і Принсіпі, а також дрібні острівці (див. Острови Сан-Томе і Принсіпі). Територіальні води та острів Ролаш перетинається лінією екватора.
Рельєф обох островів гористий, оскільки вони є частиною погаслого ланцюга вулканів, який включає також острови Аннобон і Біоко, а також вулкан Камерун на західному узбережжі Африки. Найвища точка острова Сан-Томе — пік Сан-Томе (2024 м), острова Принсипі — пік Принсіпі (948 м). Острови складені базальтами і трахітами, які місцями покриті осадовими породами.
Гори займають центральну і південну частину острова Сан-Томе (2/3 його площі), дванадцять вершин перевищують 1000 метрів: Сан-Томе, Ана-Шавеш (1636 м), Пінейру (1613 м), Калварі (1600 м) та інші. Рельєф плавно знижується на північний схід, і тут зосереджена більша частина сільськогосподарських угідь, тут же знаходяться основні населені пункти острова.
Острови мають неправильну форму, але якщо Принсіпі схожий на прямокутник, то Сан-Томе швидше нагадує овал, витягнутий донизу. Берегова лінія і того і іншого острова сильно порізана, проте мала глибина прибережних вод не дає можливості океанським судам підходити до берега, навіть в портах вони змушені розвантажуватися і завантажуватися на зовнішньому рейді, де глибина більше 5 метрів.
Клімат на рівні моря — тропічний морський, тобто спекотний і вологий. Середньорічна температура — +26…+27 °C. У спекотні місяці, особливо в січні, температура зазвичай перевищує +30 °C, а в найхолодніший (липень) може опускатися нижче +20 °C. Найбільше опадів (до 5000 мм) випадає на південному заході Сан-Томе, найменше (до 1000 мм) — у низинах на півночі, це обумовлено тим, що острів знаходиться в зоні південних пасатів, а гори затримують велику частину вологи. На острові Принсіпі більшу частину опадів приносять північні пасати, тому в північній частині острова випадає більше 1800 мм опадів, а в південній — менше 500 мм. Сезон дощів триває із жовтня по травень.
По схилах гір течуть повноводні річки, найбільші з яких — Агуа-Гранде, Іо-Гранде та Контадор на Сан-Томе, а також Папагайу, Агульяш, Банзу на Принсіпі.

## Історія

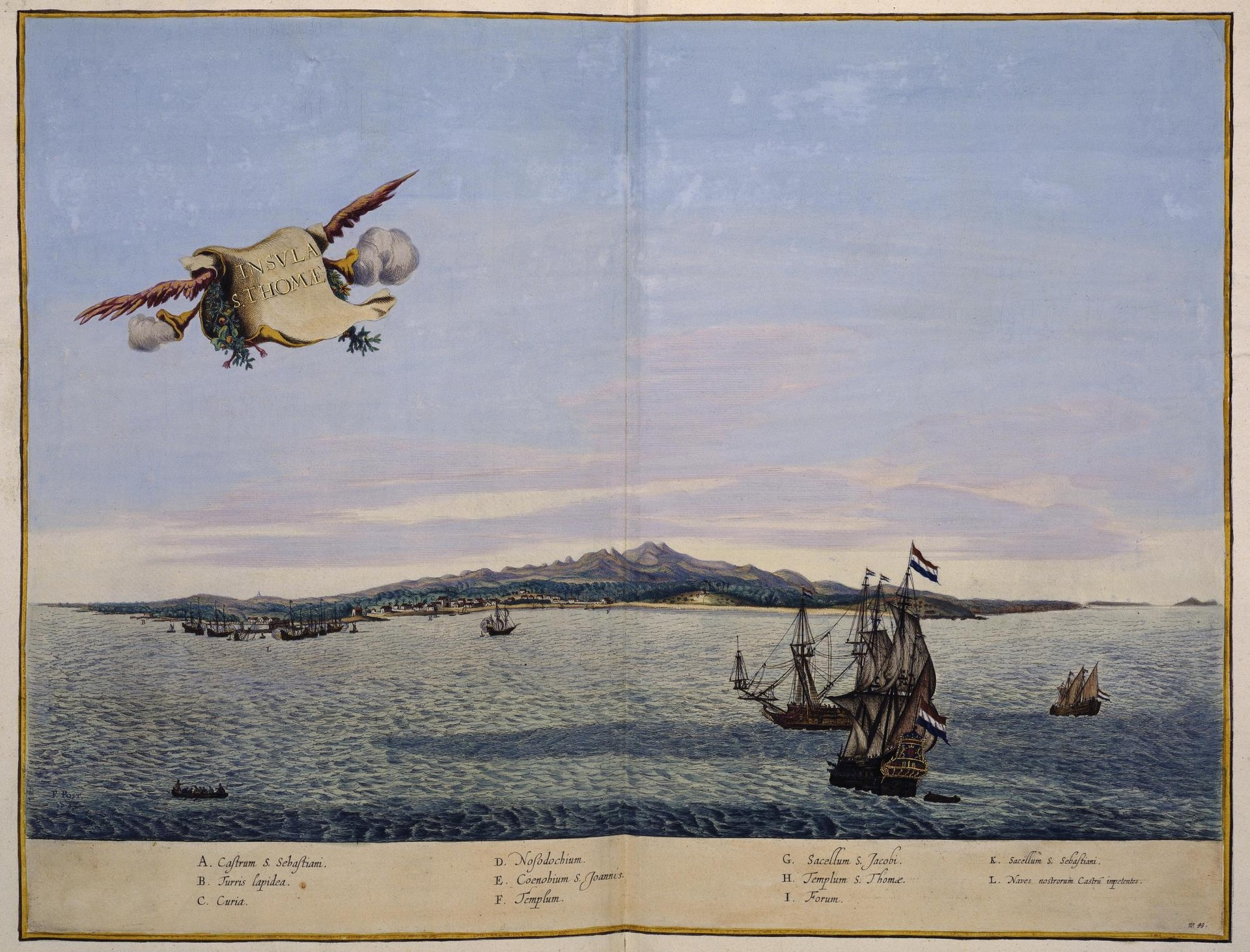
Острів Сан Томе у 1645 році

Португальські мореплавці, що відкрили острови між 1469—1470-ми роками, знайшли їх безлюдними. Обидва острови португальський король подарував своїм підданим, які перетворили їх на бази работоргівлі. Уже в XVI столітті на островах стали створюватися плантації цукрової тростини, активно велась вирубка будівельного лісу, використовувалася праця рабів. Нащадки рабів з Анголи, Мозамбіку та інших португальських володінь в Африці, і сьогодні складають значну частину населення країни.
Відміна работоргівлі в середині XIX століття стала причиною розорення власників цукрових плантацій і їх відходу з островів. До кінця XIX століття тут виникають великі плантації кави і особливо какао, що й досі є основною статтею експорту країни.
Наприкінці 1950-х років посилилася боротьба за незалежність був створений Соціалістичний рух за звільнення Сан-Томе і Принсіпі (МЛСТП). Після португальської революції гвоздик у 1974 році 12 липня 1975 року Сан-Томе і Принсіпі здобула незалежність від Португалії. Першим президентом був Мануель Пінту да Кошта, Генеральний секретар (МЛСТП). Через місяць країна була одноголосно прийнята в ООН.
Демократичні реформи почалися в країні в кінці 1980-х років, в 1991 році були проведені перші вільні багатопартійні вибори. Проте встановленню політичної стабільності в країні перешкоджає часта зміна лідерів — численні спроби державних переворотів (остання була в 2003 році).

## Політична система

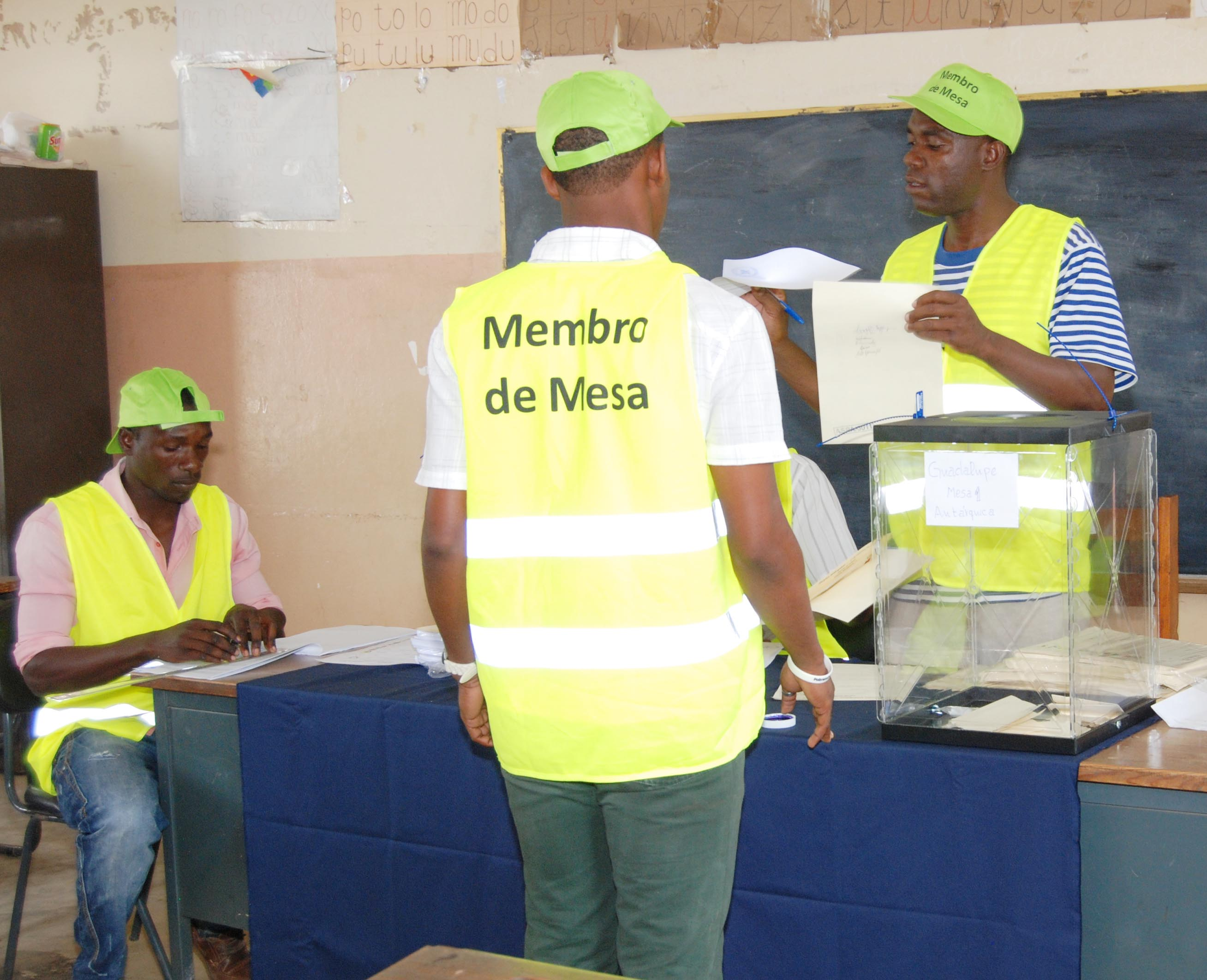
Голосування
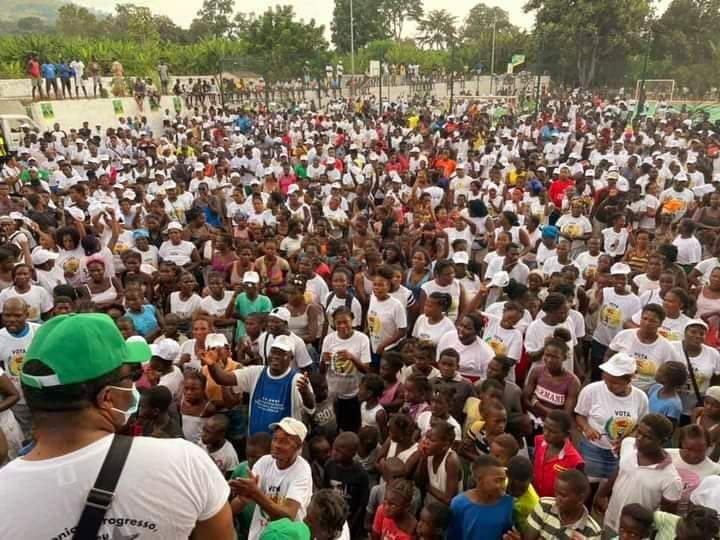
Президентська кампанія у 2021

Сан-Томе і Принсіпі за формою правління є президентською республікою, глава держави — президент, що обирається загальним голосуванням на 5 років. Дійсним президентом країни з 3 вересня 2011 року є Мануел Пінту да Кошта. Державний устрій — унітарна держава.
Глава уряду — прем'єр-міністр, що обирається парламентом і затверджується президентом. Дійсним прем'єр-міністром з 14 серпня 2010 року є Патріс Тровоада.

### Парламент
Парламент — однопалатна Національна асамблея, що складається з 55 депутатів, які обираються загальним голосуванням по округах на 4-річний термін.

#### Політичні партії
На парламентських виборах 8 листопада 1998 року до парламенту Сан-Томе і Принсіпі пройшли наступні політичні партії:
- Рух за визволення Сан-Томе і Принсіпі — Соціал-демократична партія — 30 місць (55 %).
- Незалежний демократичний рух — 13 місць (23,5 %).
- Партія демократичної конвергенції — 12 місць (21,5 %)[3].

У 1994 році була створена партія Незалежна демократична дія.

### Зовнішня політика

#### Українсько-сантомійські відносини
Уряд Сан-Томе і Принсіпі офіційно визнав незалежність України 16 квітня 1998 року, дипломатичні відносини з Україною встановлено 16 квітня 1999 року. Дипломатичних і консульських представництв в Україні не створено, найближче посольство Сан-Томе і Принсіпі, що відає справами щодо України, знаходиться в Брюсселі (Бельгія). Справами України в Сан-Томе і Принсіпі відає українське посольство в Португалії.

### Державна символіка
- Державний прапор
- Державний герб
- Державний гімн

## Адміністративно-територіальній поділ
В адміністративно-територіальному відношенні територія держави поділяється на: 2 провінції, які у свою чергу складаються із 7 районів (6 районів у складі острова Сан-Томе та один — на острові Принсіпі).

## Економіка
Сан-Томе і Принсіпі — відстала аграрна держава. Валовий внутрішній продукт (ВВП) у 2003 році склав 214 млн доларів США (186-те місце в світі); що у перерахунку на одну особу становить 1,2 тис. доларів (171 місце в світі). Промисловість разом із будівництвом становить 19 % від ВВП держави; аграрне виробництво разом із лісовим господарством і рибальством — 23 %; сфера обслуговування — 58 % (станом на 2006 рік). Зайнятість активного населення у господарстві країни розподіляється так:
- 8 % — промисловість і будівництво;
- 58 % — аграрне, лісове і рибне господарства;
- 34 % — сфера обслуговування (станом на 2006 рік)[3].

Надходження в державний бюджет Сан-Томе і Принсіпі за 2006 рік склали 102 млн доларів США, а витрати — 61,4 млн; профіцит становив 43 %.

### Валюта
Національною валютою країни слугує добра.

### Промисловість
Головна галузь промисловості: харчова.

### Енергетика
За 2004 рік було вироблено 18 млн кВт·год електроенергії (експортовано 0 млн кВт·год); загальний обсяг спожитої — 16,7 млн кВт/год (імпортовано 0 млн кВт·год).
У 2004 році споживання нафти склало 0,68 тис. барелів на добу, природний газ не використовується для господарських потреб.

### Агровиробництво

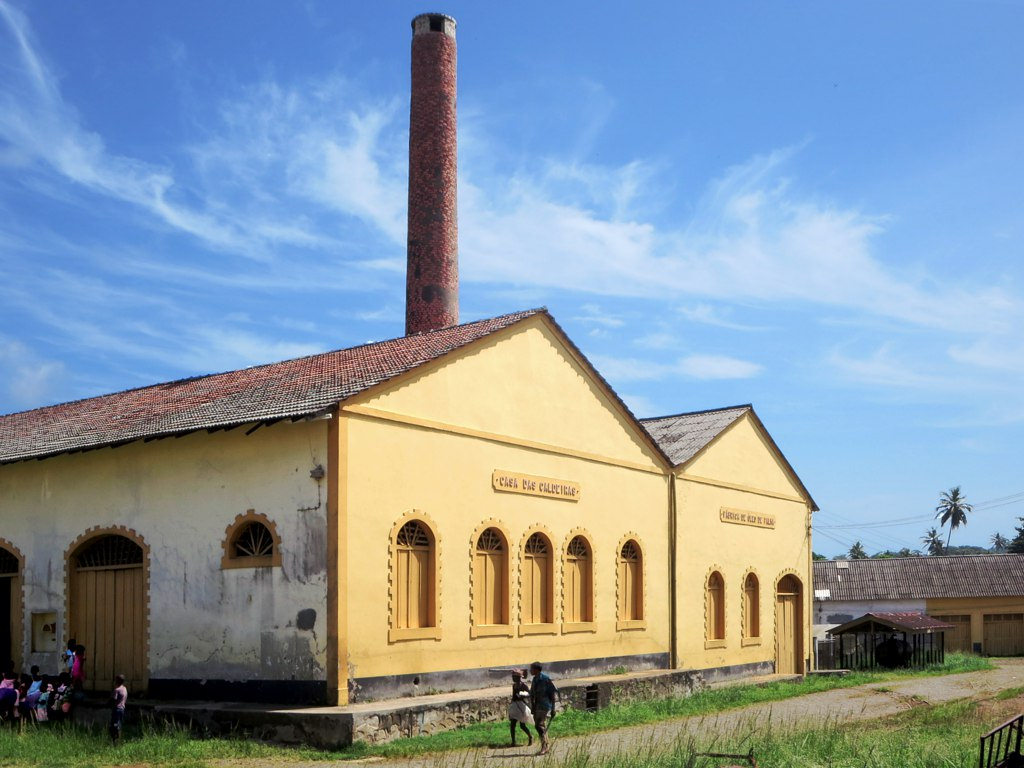
Фабрика з виробництва кокосової олії
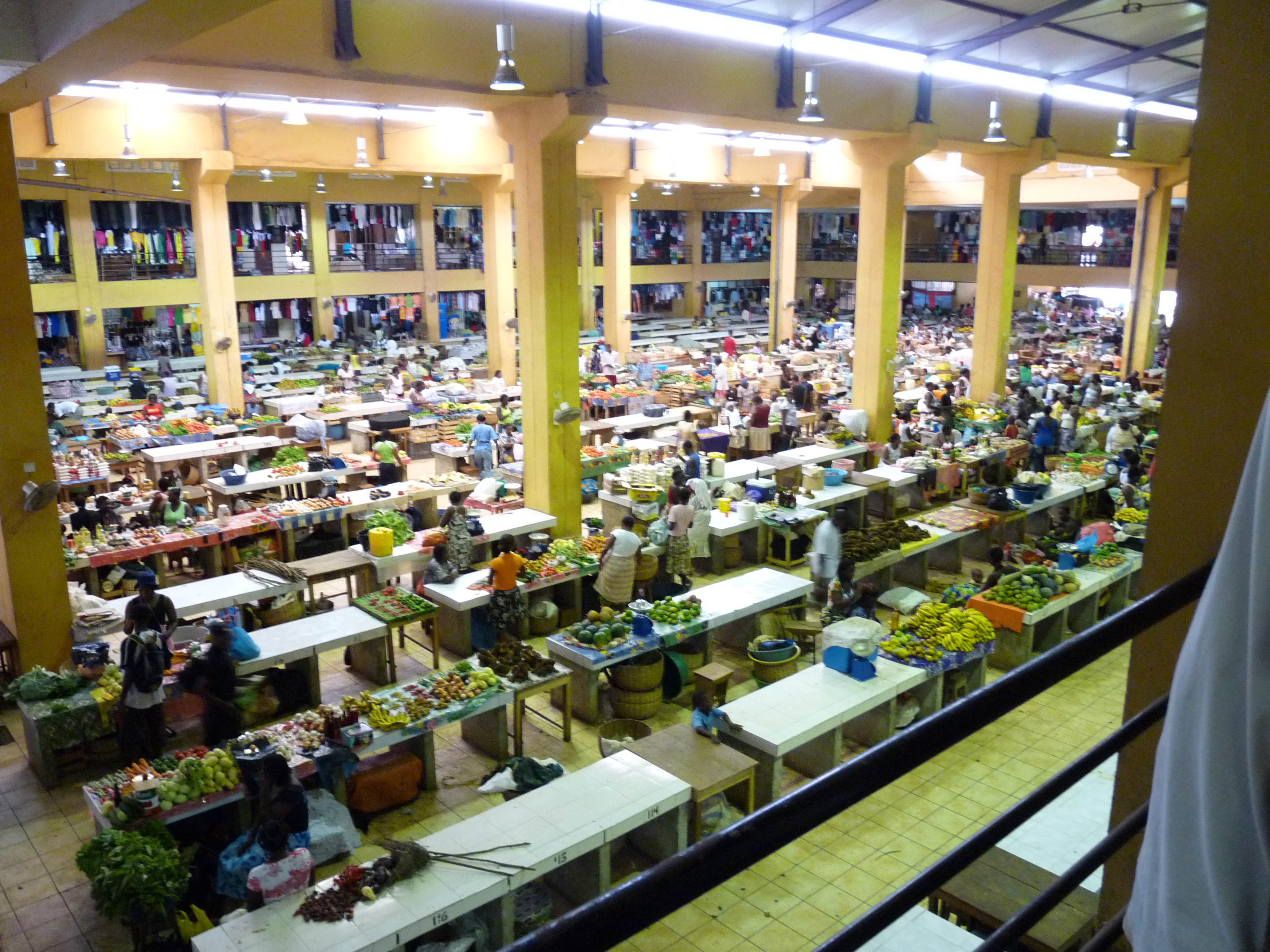
Ринок в центрі міста Сан-Томе

У сільськогосподарському обробітку знаходиться 38,5 % площі держави. Головні сільськогосподарські культури: какао, кава, маніок їстівний, банани, просо, кукурудза, рис.

### Туризм

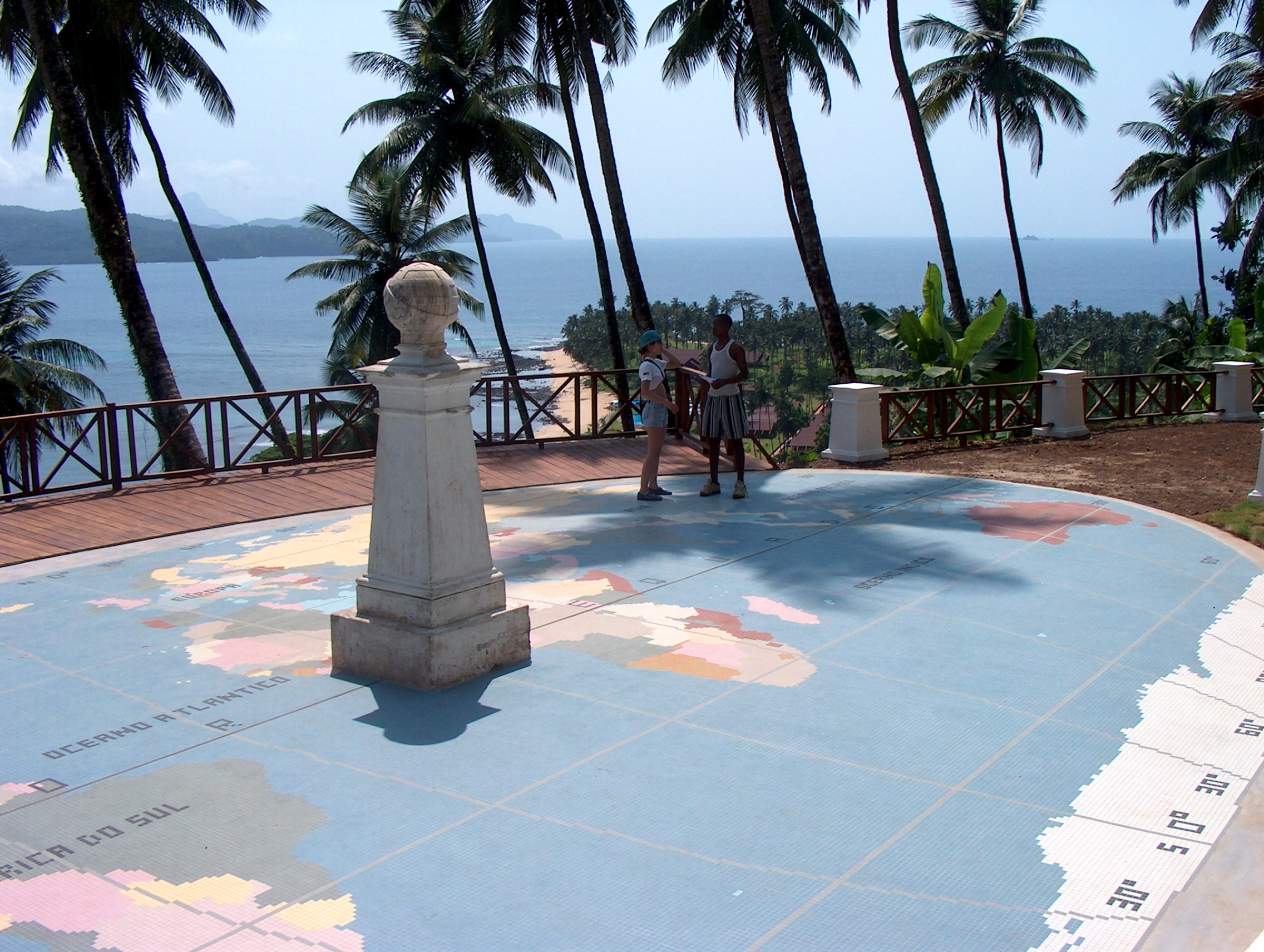
Пам'ятник екватору
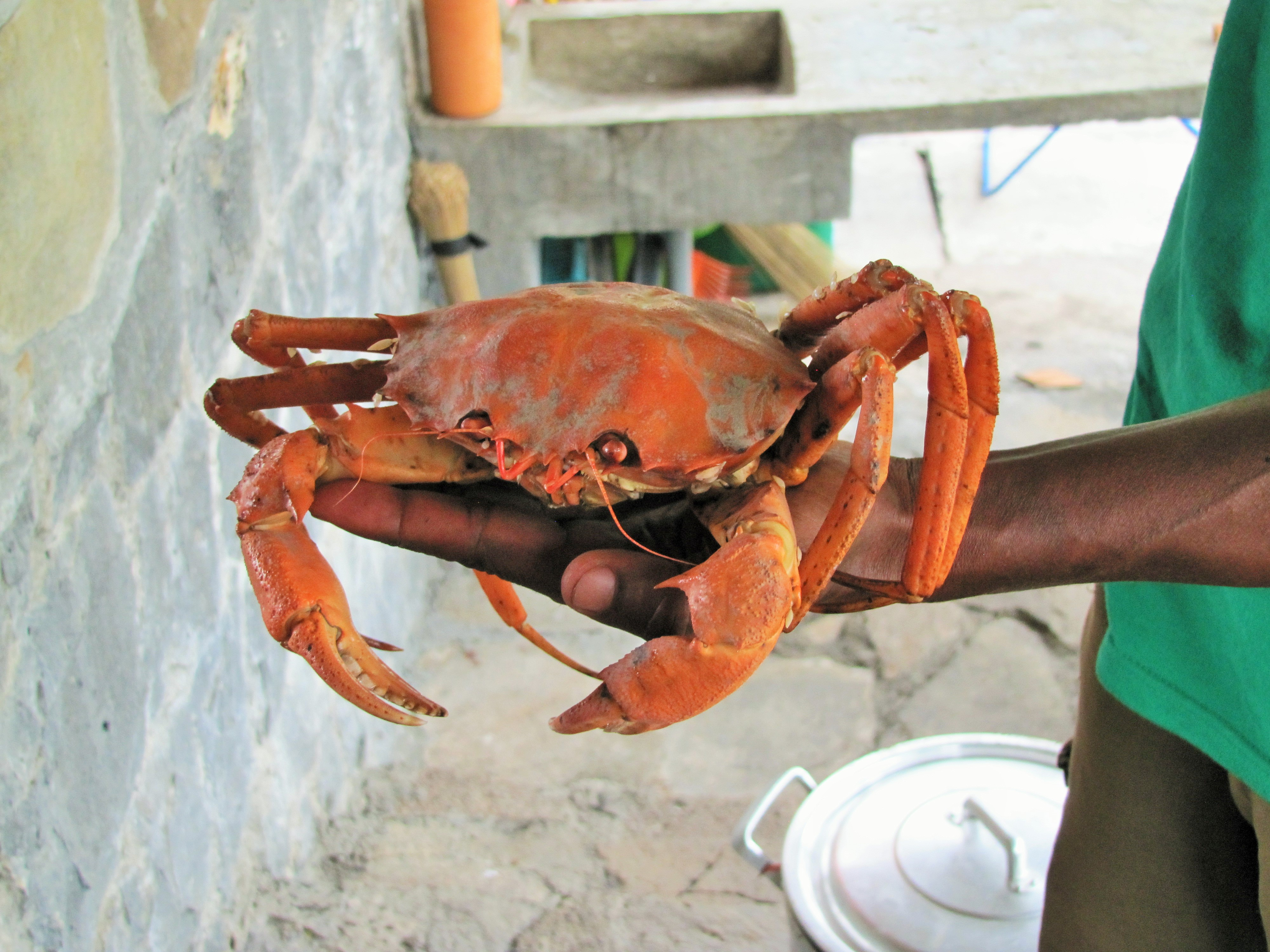
Варений краб

У 1996 році прибуток Сан-Томе і Принсіпі від іноземних туристів становив 2 млн доларів США.

### Зовнішня торгівля
Основні торговельні партнери Сан-Томе і Принсіпі: Португалія, Нідерланди, Франція, Німеччина, Ангола.
Держава експортує: какао, каву, копру. Основні покупці: Нідерланди (51 %); Німеччина (6 %); Португалія (6 %). У 2006 році вартість експорту склала 5,3 млн доларів США.
Держава імпортує: паливо, продукти харчування, промислові вироби. Основні імпортери: Португалія (26 %); Франція (18 %); Ангола (13 %). У 2006 році вартість імпорту склала 19,2 млн доларів США.

#### Торгівля з Україною
За період 2009—2012 років лише у 2010 році зареєстровано експорт з України на загальну суму 150 тис. доларів США. За даними Держкомстату України обсяг торгівлі з Сан-Томе і Принсіпі у 2013 році становив 739,8 тис. доларів США (лише експорт):
- нафтопродукти — 22 тис. доларів США;
- пневматичні гумові шини та покришки — 3 тис. доларів США;
- турбореактивні, турбогвинтові двигуни та інші газові турбіни — 714 тис. доларів США[4].

У 2014 році експортно-імпортних операцій не зареєстровано.

## Спорт

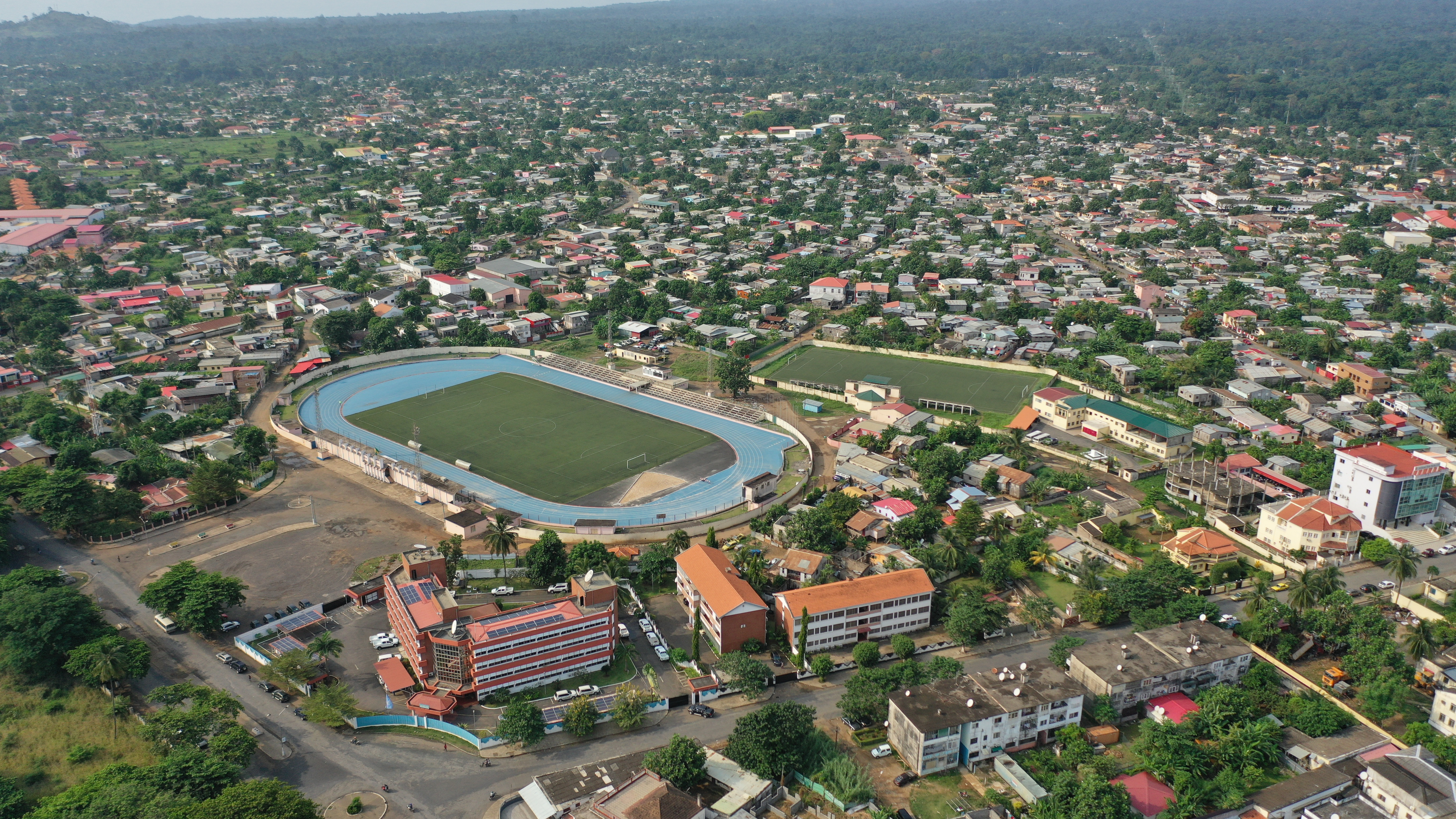
Стадіон Estádio Nacional 12 de Julho

У країні досить популярний футбол. У Сан-Томе і Принсіпі є близько 30 команд. Найбільший стадіон країни — Estádio Nacional 12 de Julho.

## Кухня

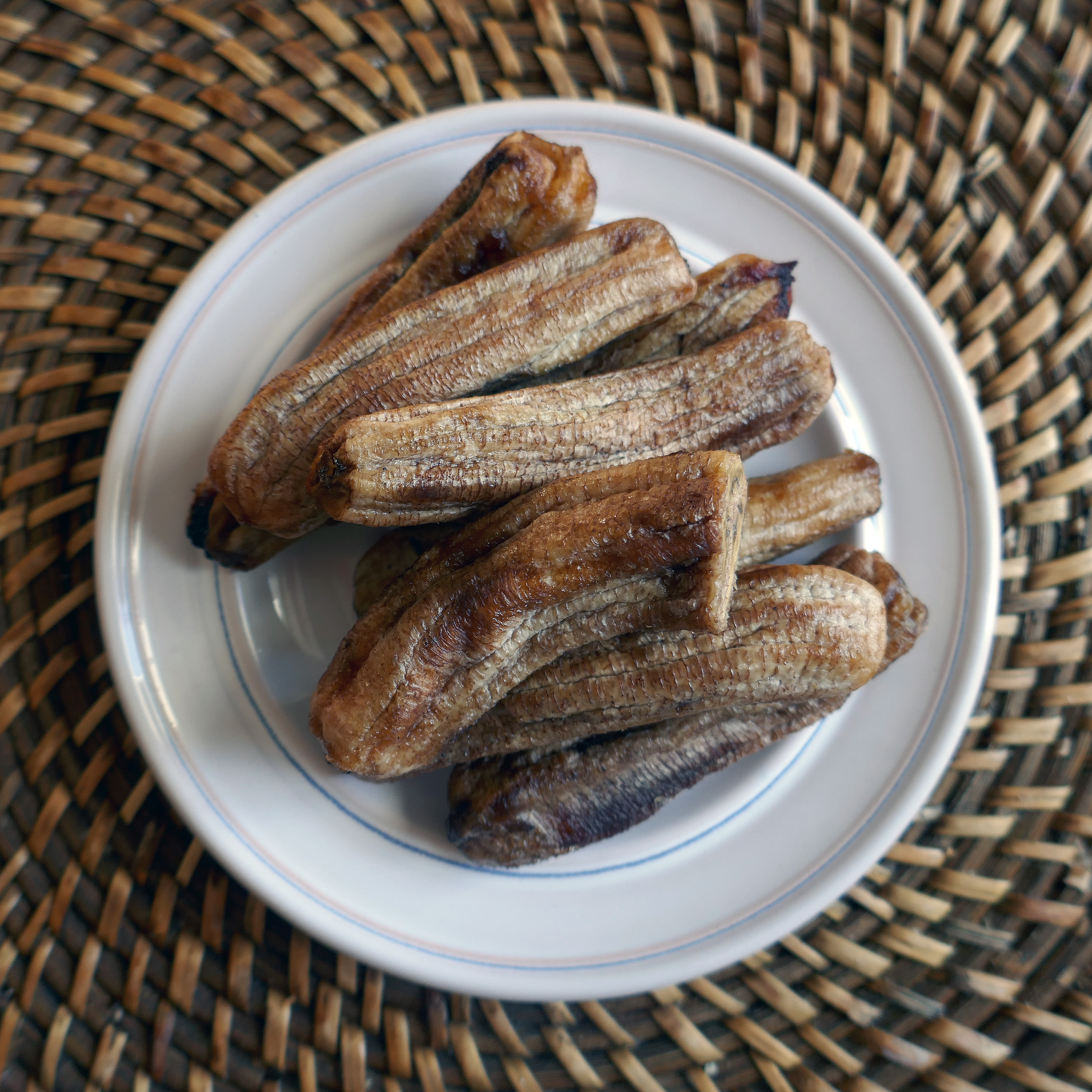
Сушені банани
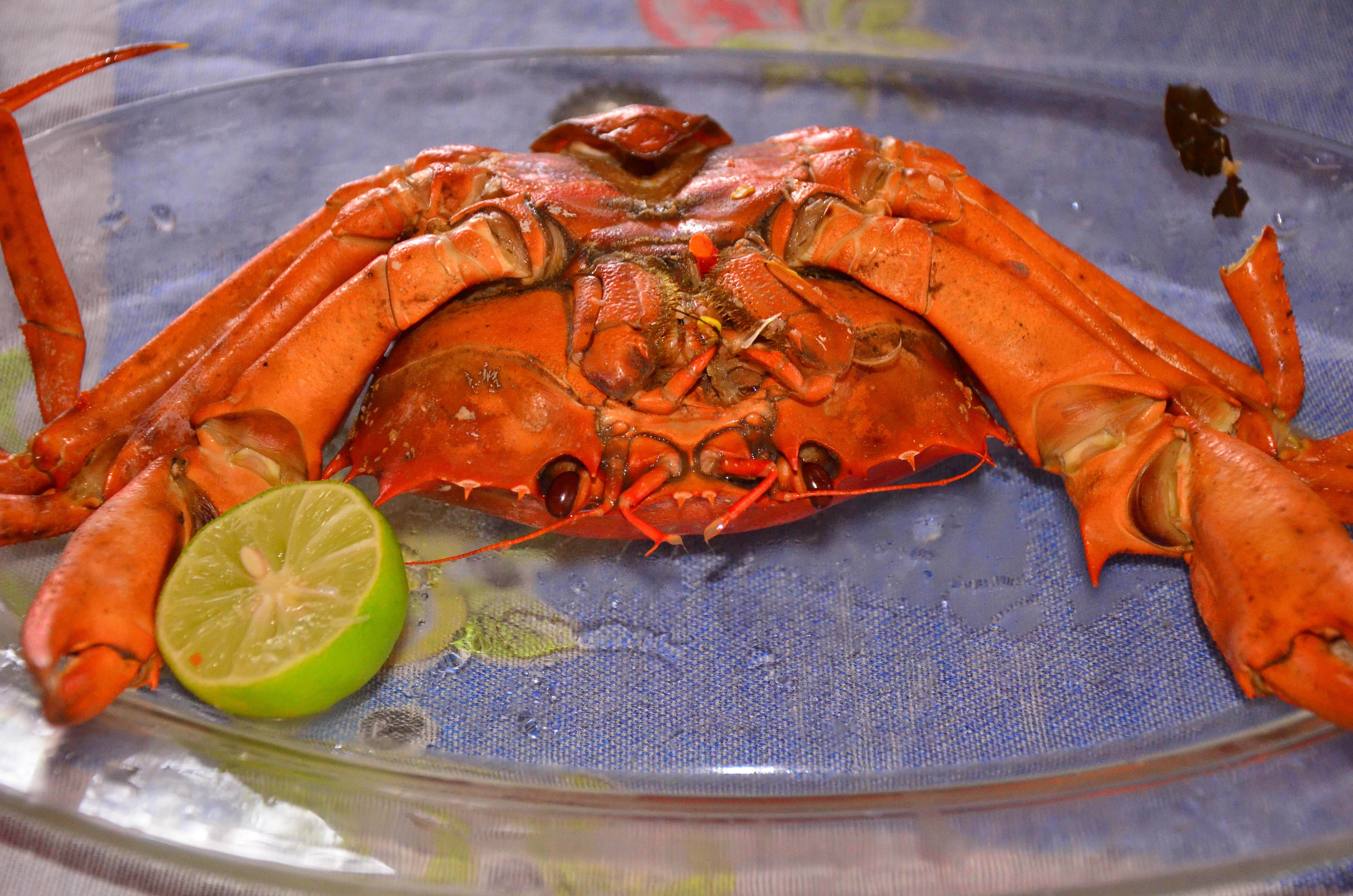
Варений краб
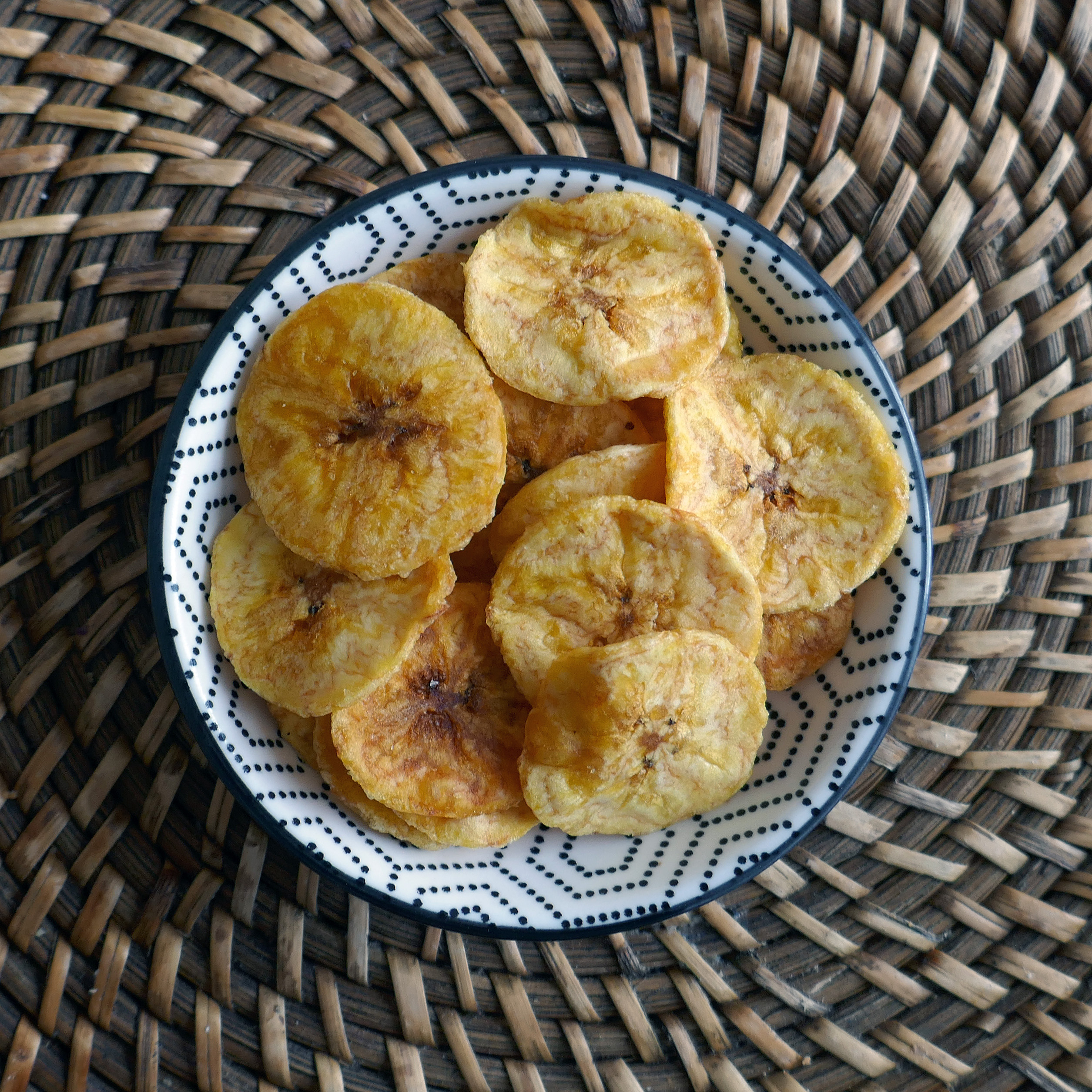
Бананові чипси

## Населення

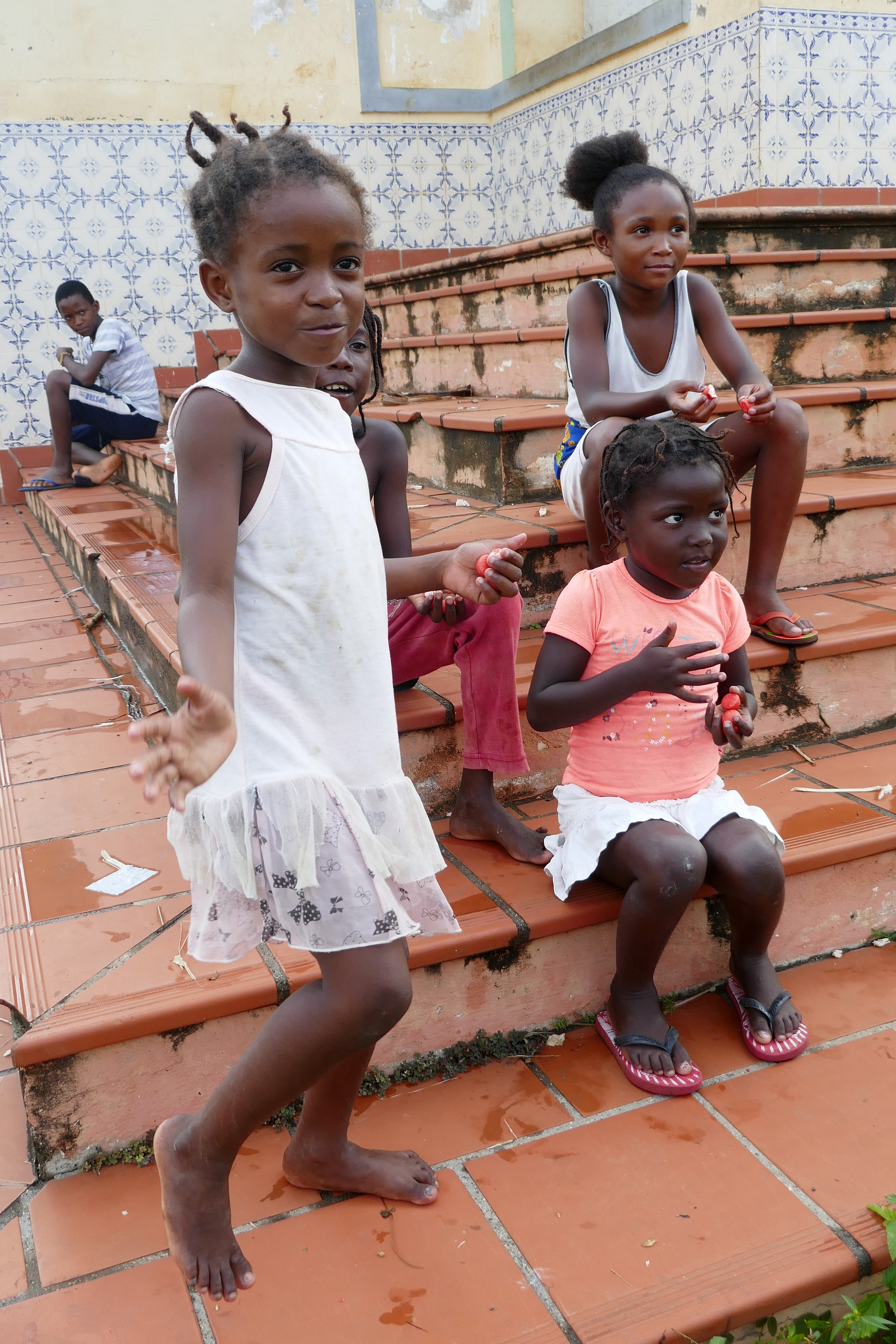
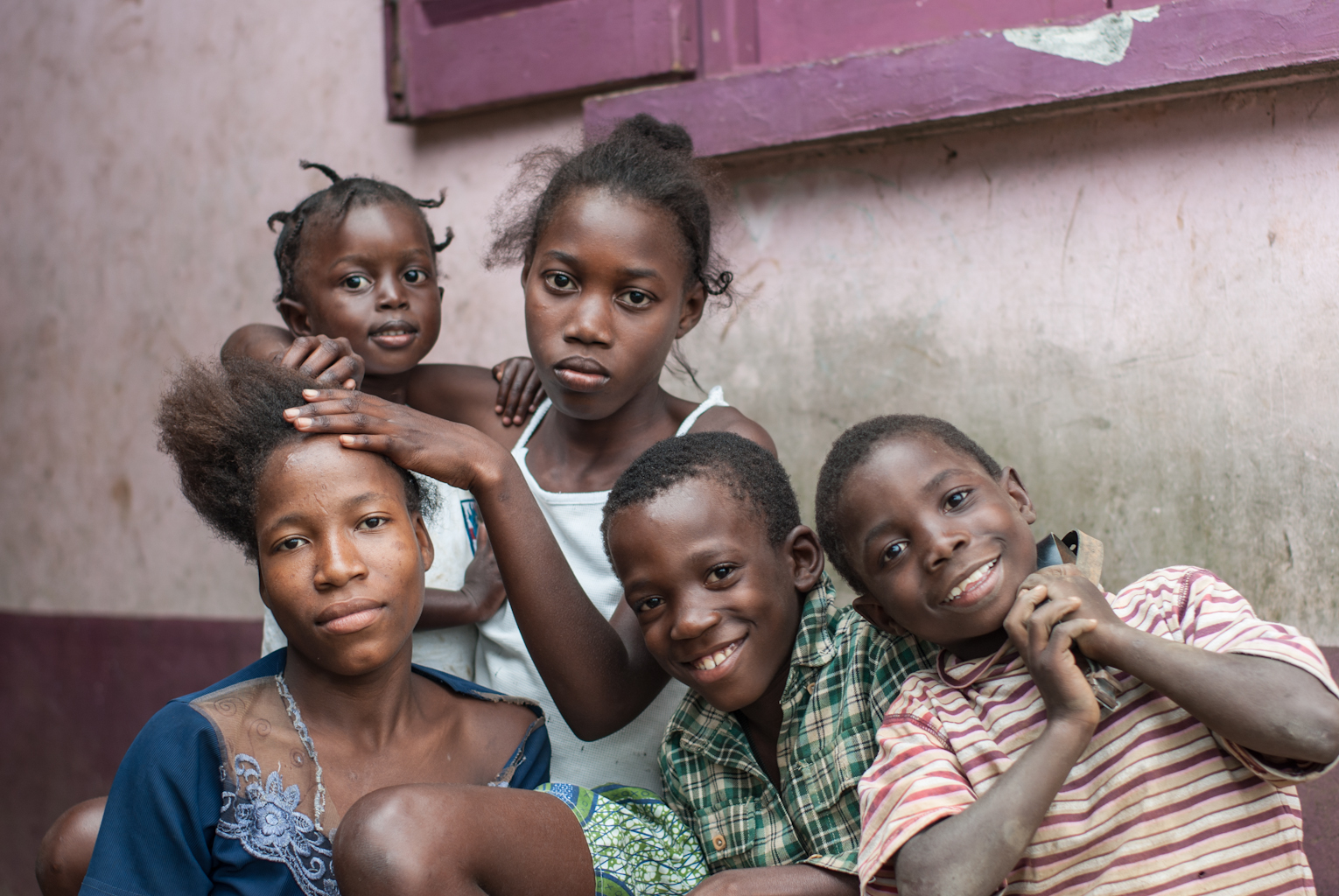
Сім'я
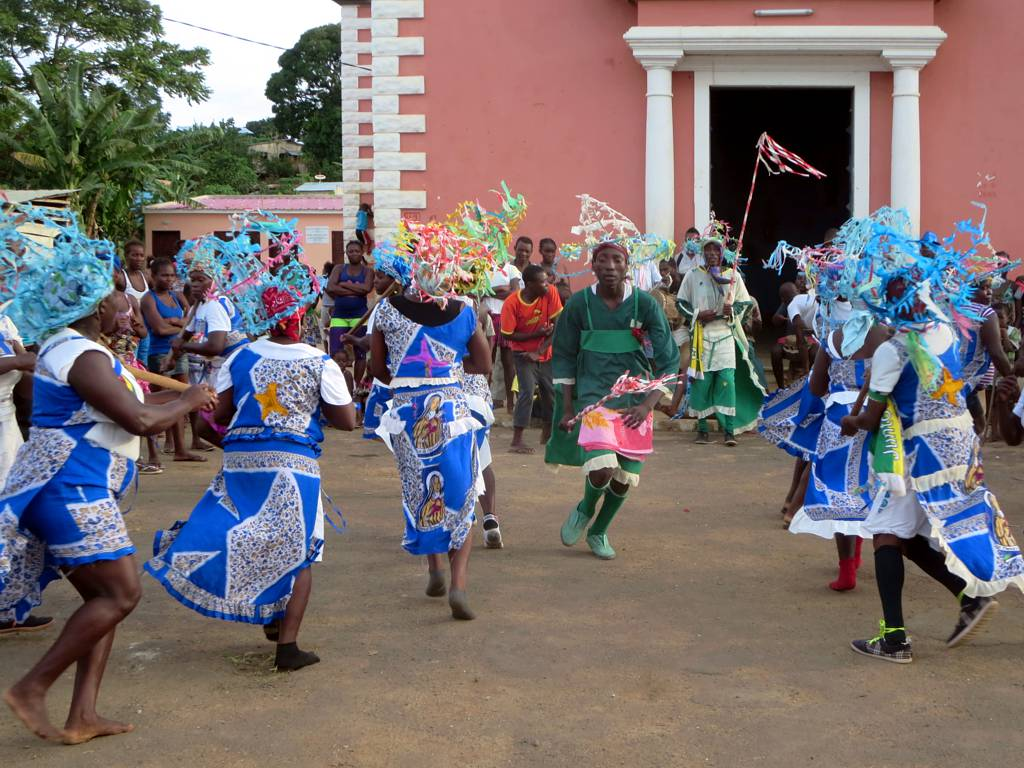
Традиційні танці
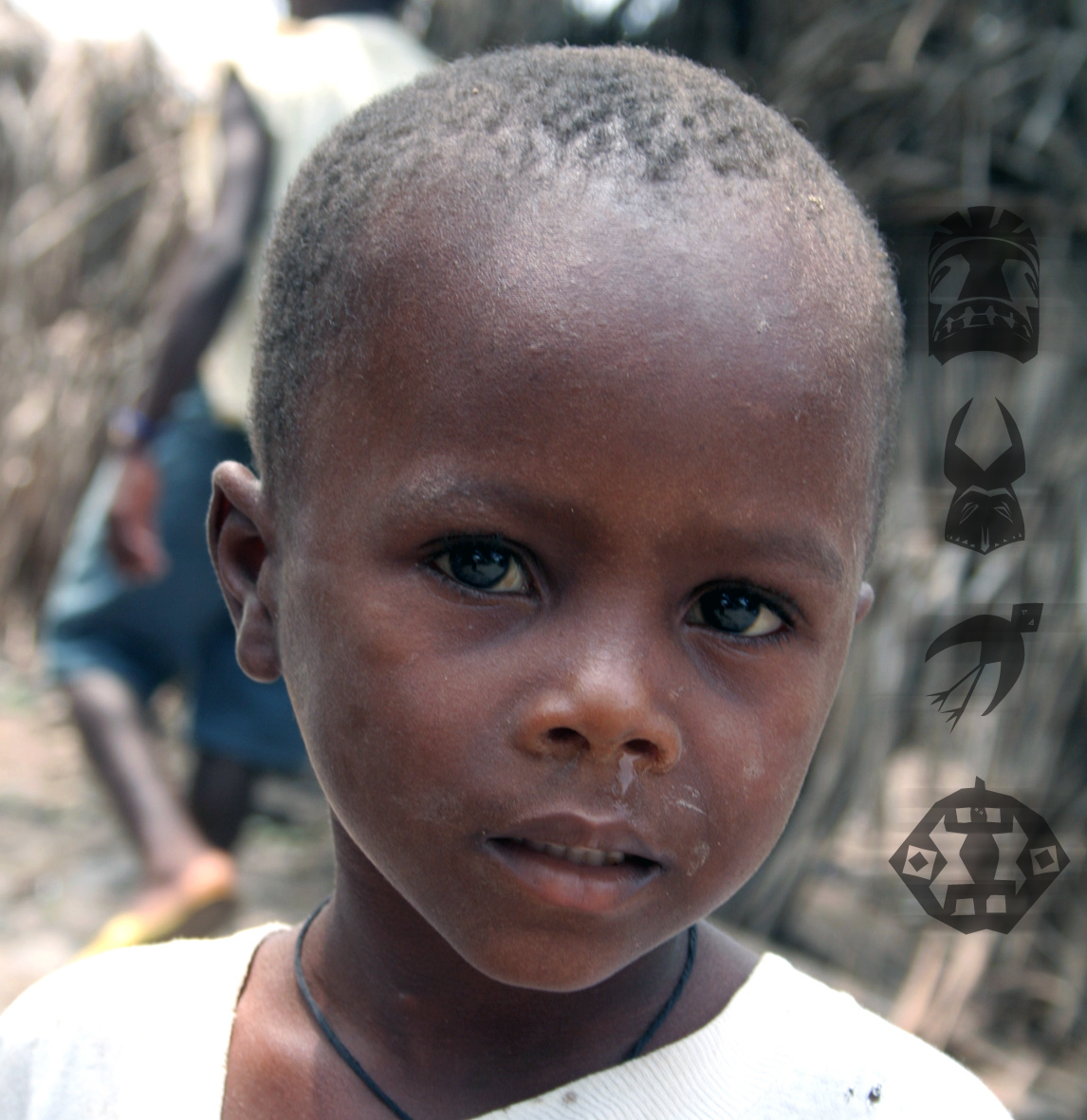
Дитина
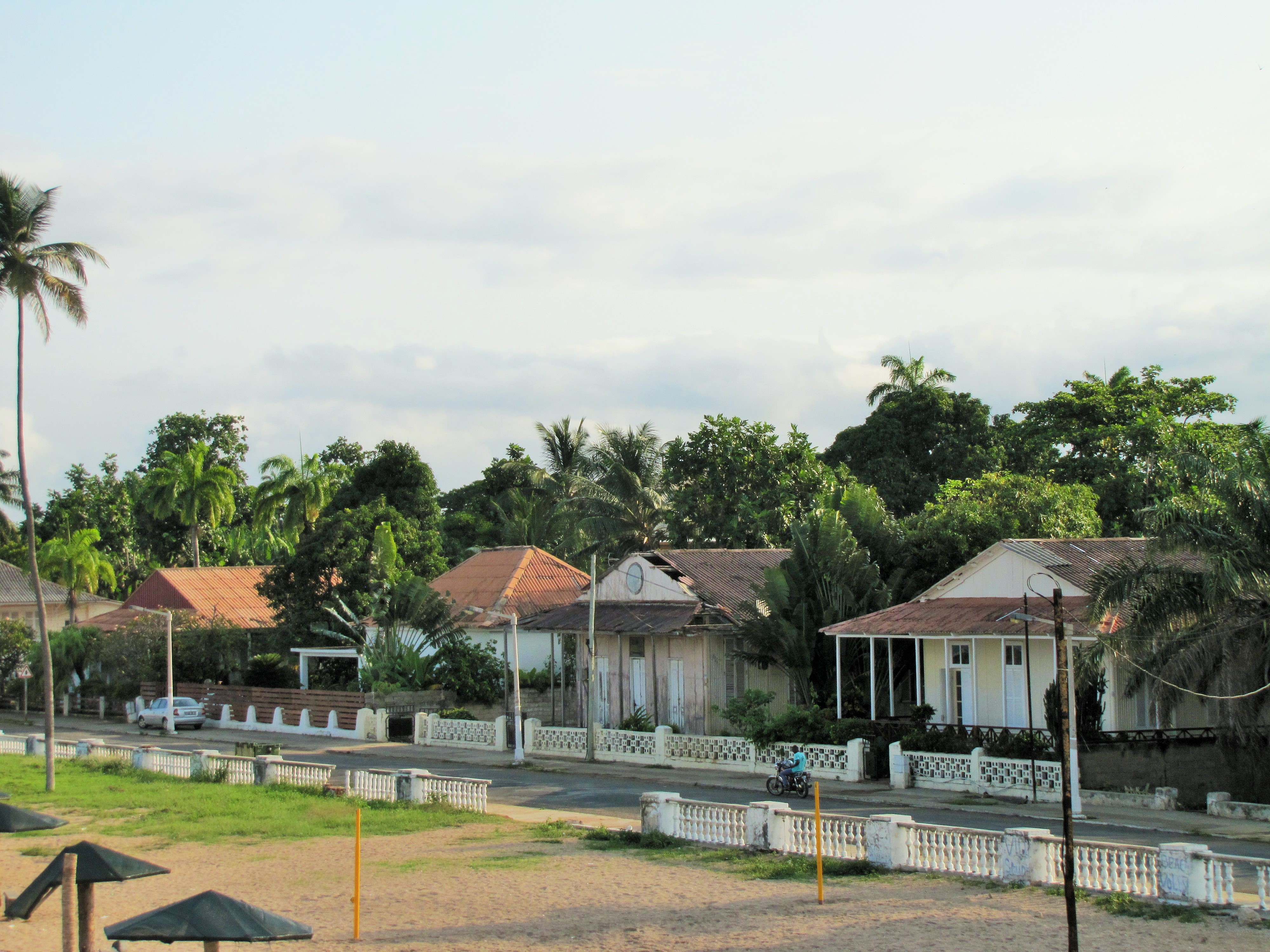
Одна з вулиць

Населення держави у 2006 році становило 193,4 тис. осіб (173-тє місце у світі). У 1950 році населення країни становило 60 тис. осіб, у 1970 р. — 73,6 тис., у 1980 — 90 тис. Густота населення: 146,5 осіб/км² (46-те місце у світі). Згідно зі статистичними даними за 2006 рік:
- народжуваність — 40,3 ‰;
- смертність — 6,5 ‰;
- природний приріст — 33,8 ‰[3].

Вікова піраміда населення виглядає наступним чином (станом на 2006 рік):
- діти віком до 14 років — 47,5 % (46,5 тис. чоловіків, 45,3 тис. жінок);
- дорослі (15—64 років) — 48,8 % (45,6 тис. чоловіків, 48,7 тис. жінок);
- особи похилого віку (65 років і старіші) — 3,8 % (3,4 тис. чоловіків, 4 тис. жінок).

### Урбанізація
Рівень урбанізованості в 2000 році склав 44,1 %. Головні міста держави: Сан-Томе (68 тис. осіб), Санту-Амару (8 тис. осіб), Невіш (7,5 тис. осіб).

### Етнічний склад
Головні етноси: метиси — 84,6 %, бантумовний народ фанґ — 9,5 %, анголари Сан-Томе — нащадки чорних рабів з Анголи, що також розмовляють креольською мовою — 3,7 %, португальці — 1,9 %%.

### Мови
Державна мова: португальська. Де-факто поширені також французька та англійська мови.

### Релігії

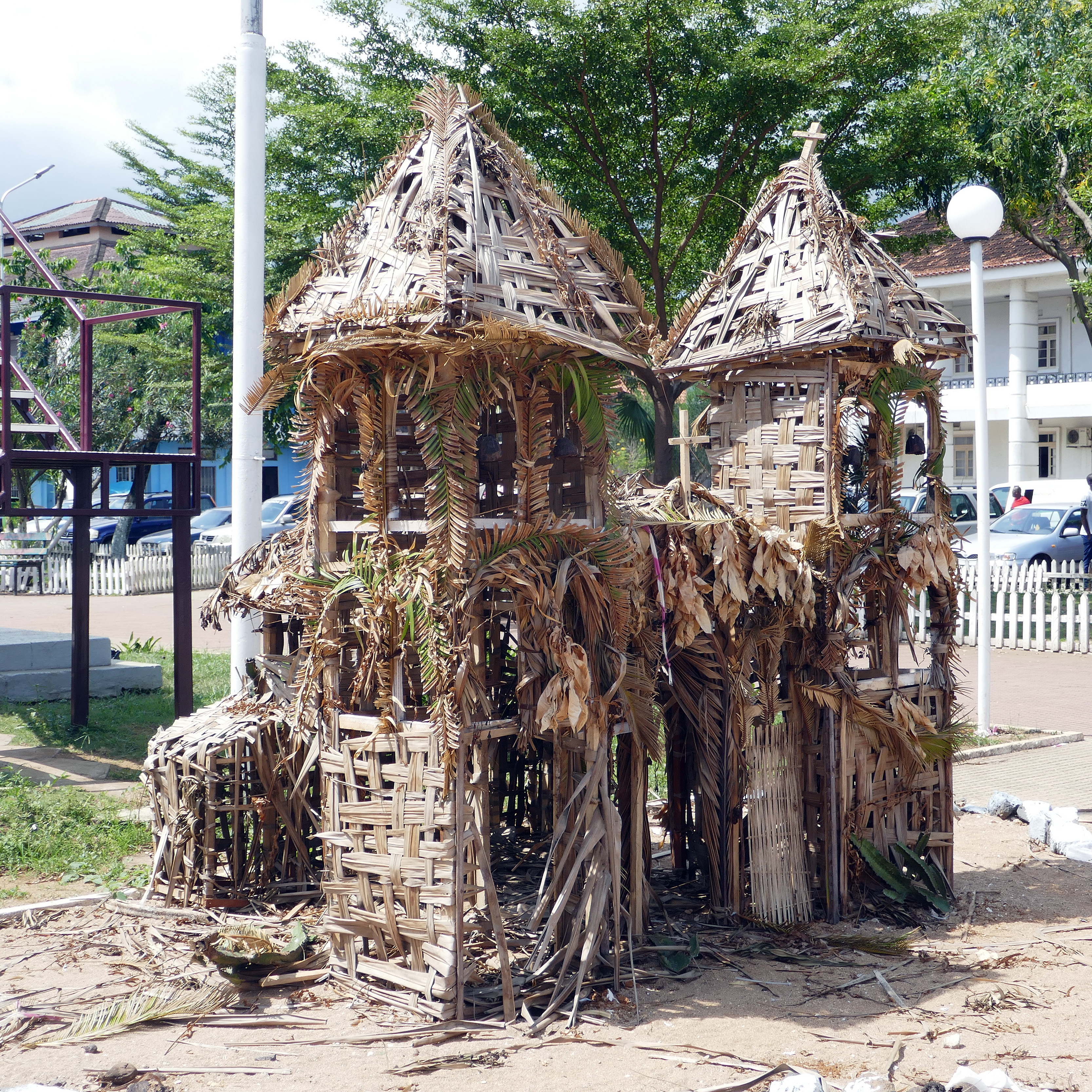
Макет церкви
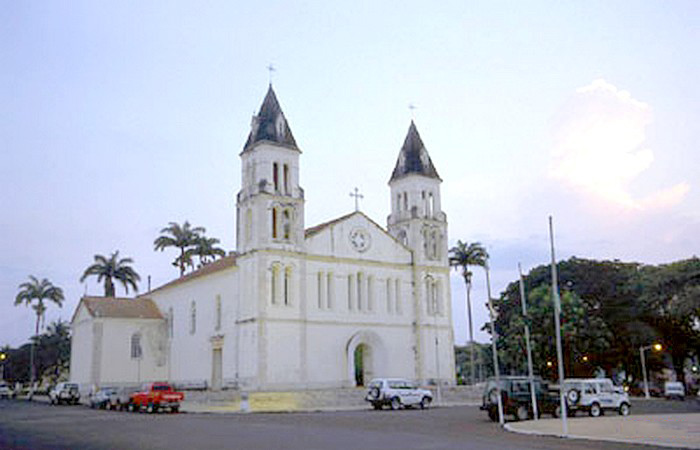
Катедральний собор
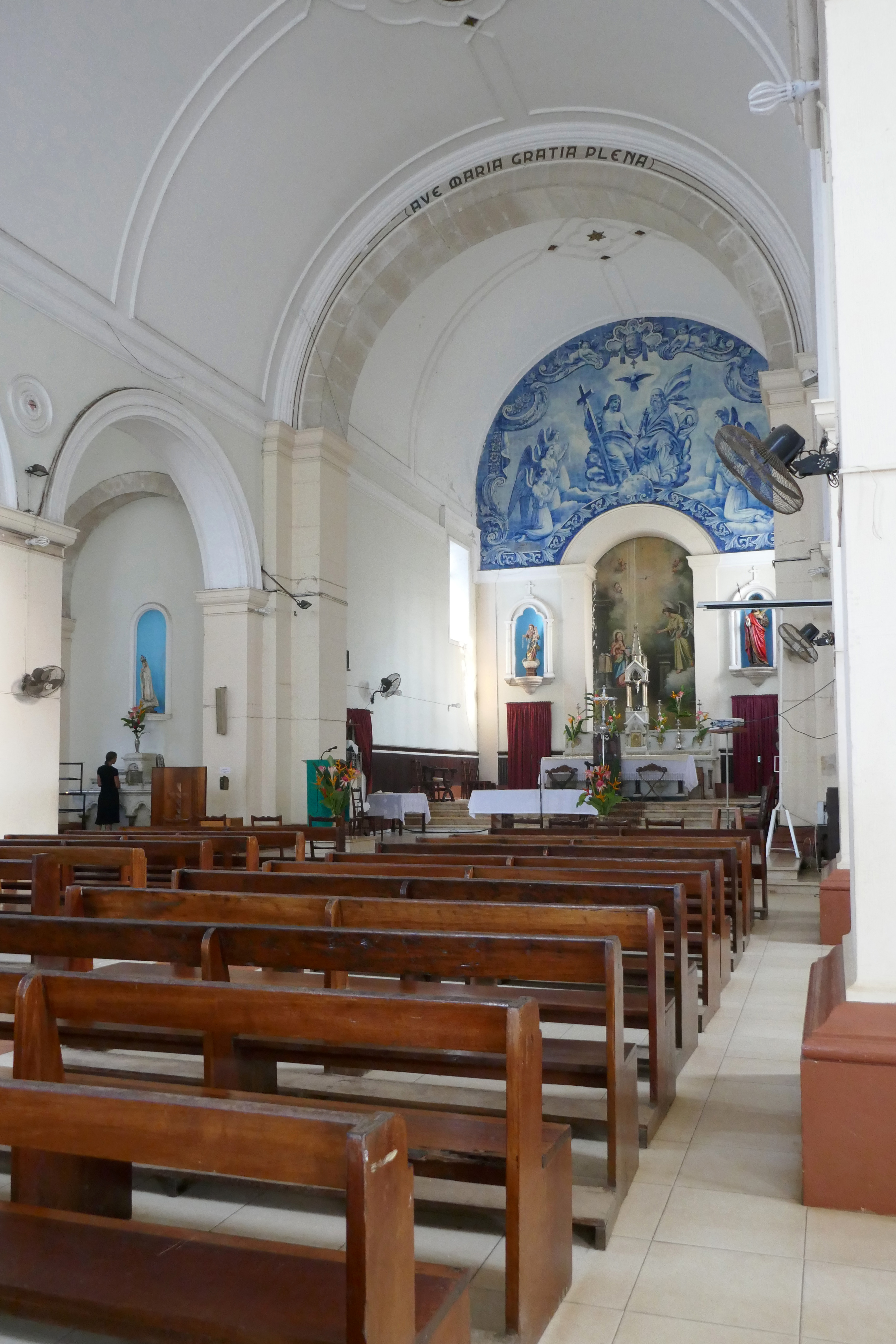
Всередині собору
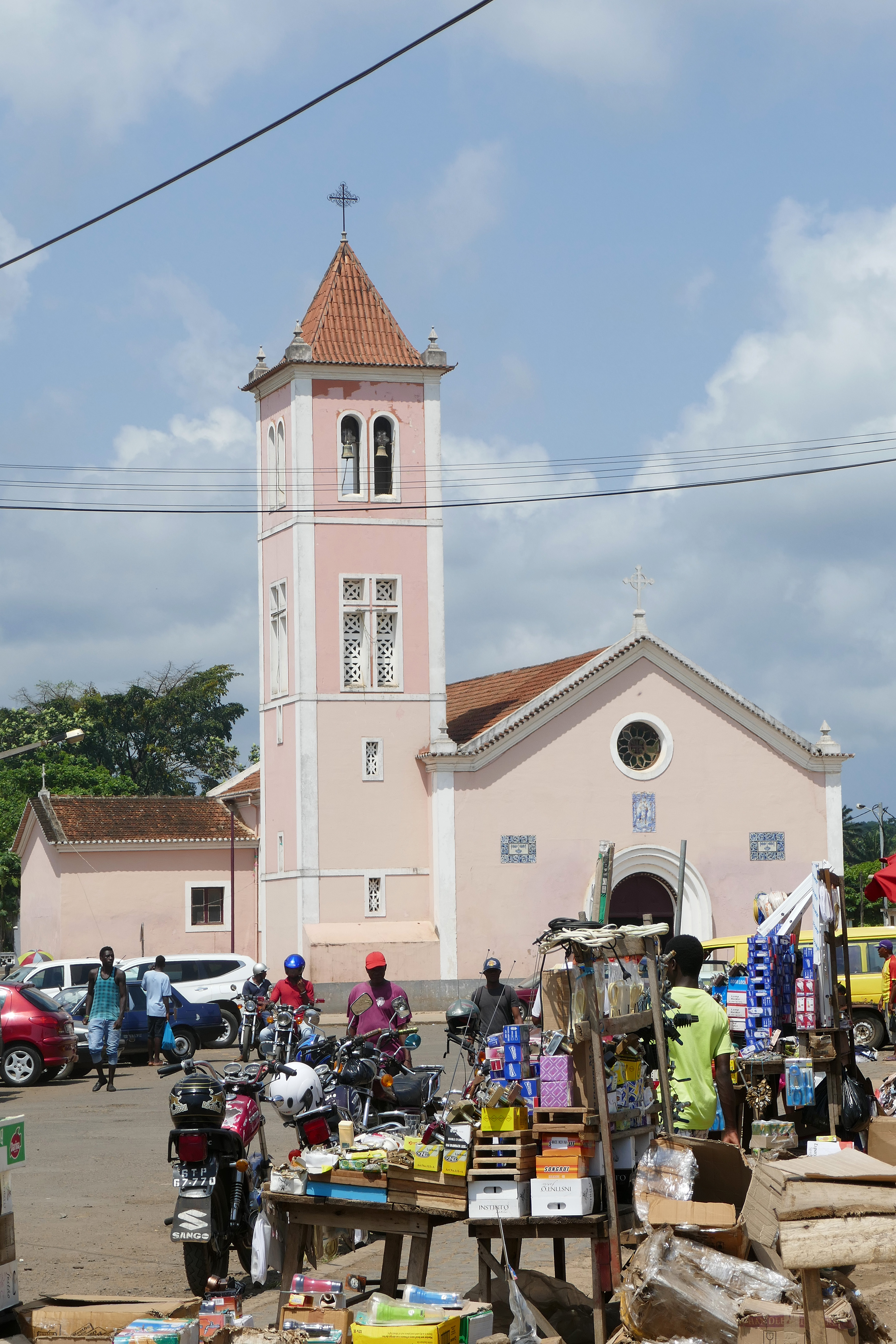
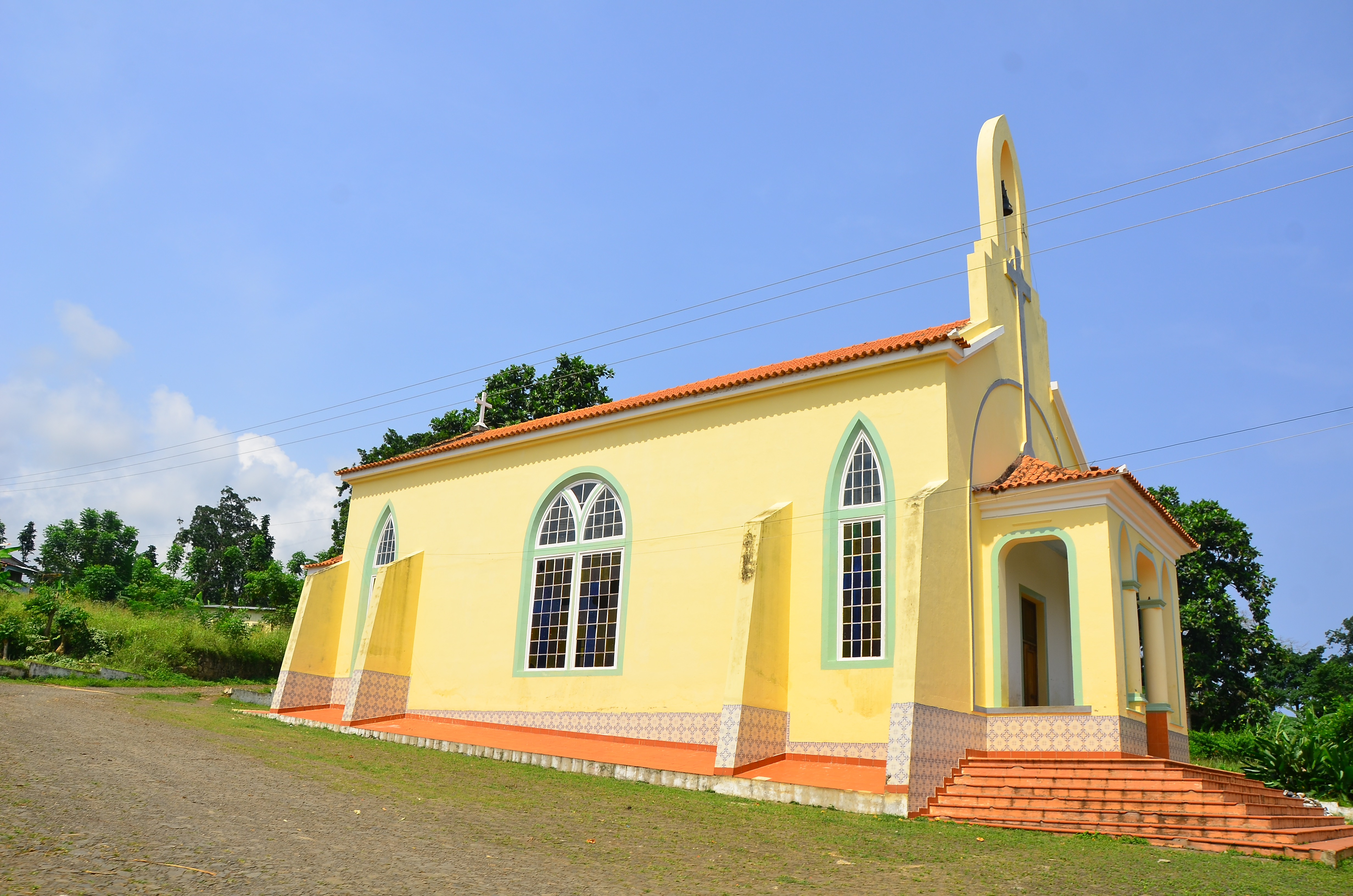
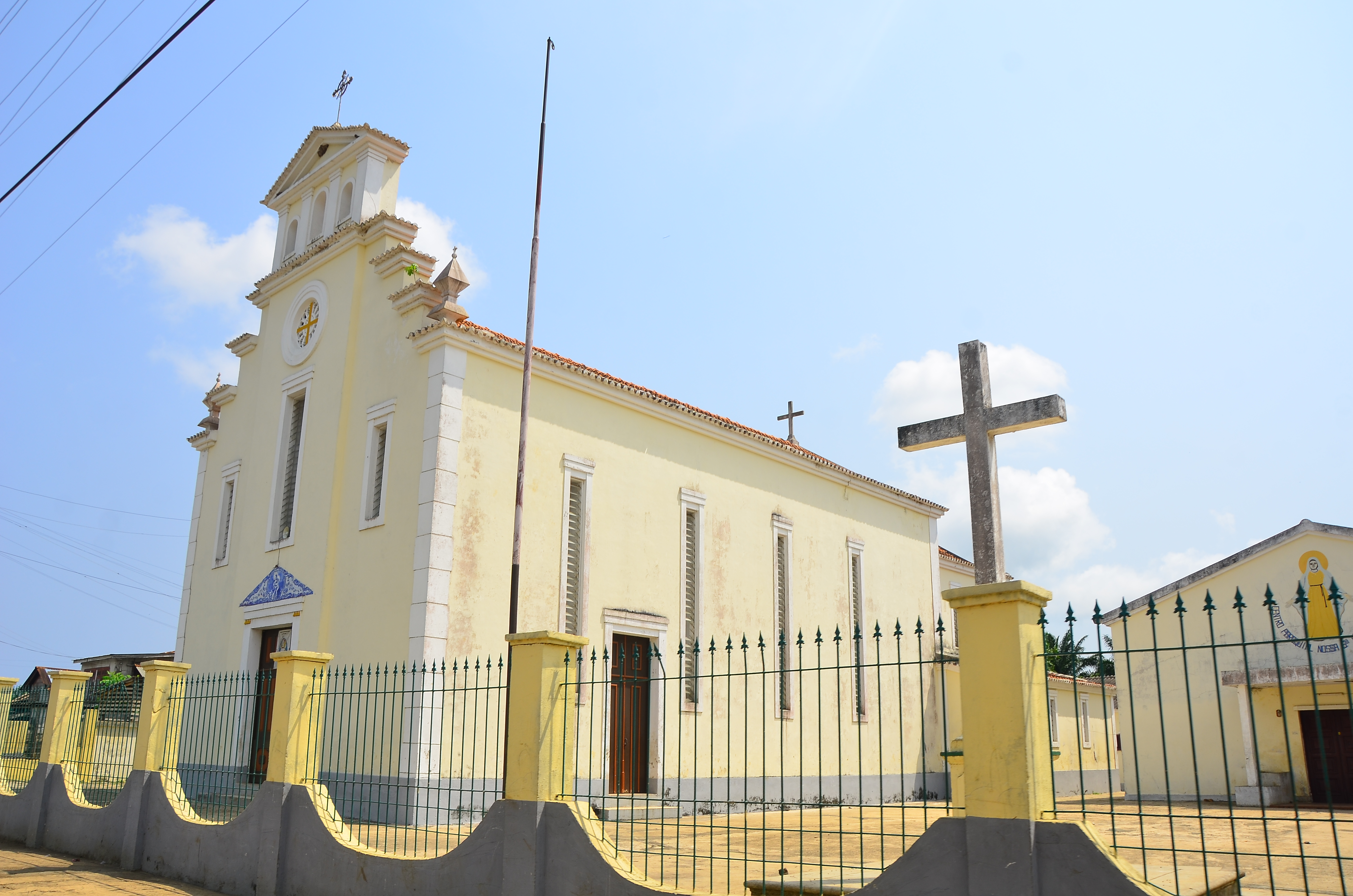

Головні релігії держави: католицтво — 90 % населення, анімізм — 10 %.

### Охорона здоров'я

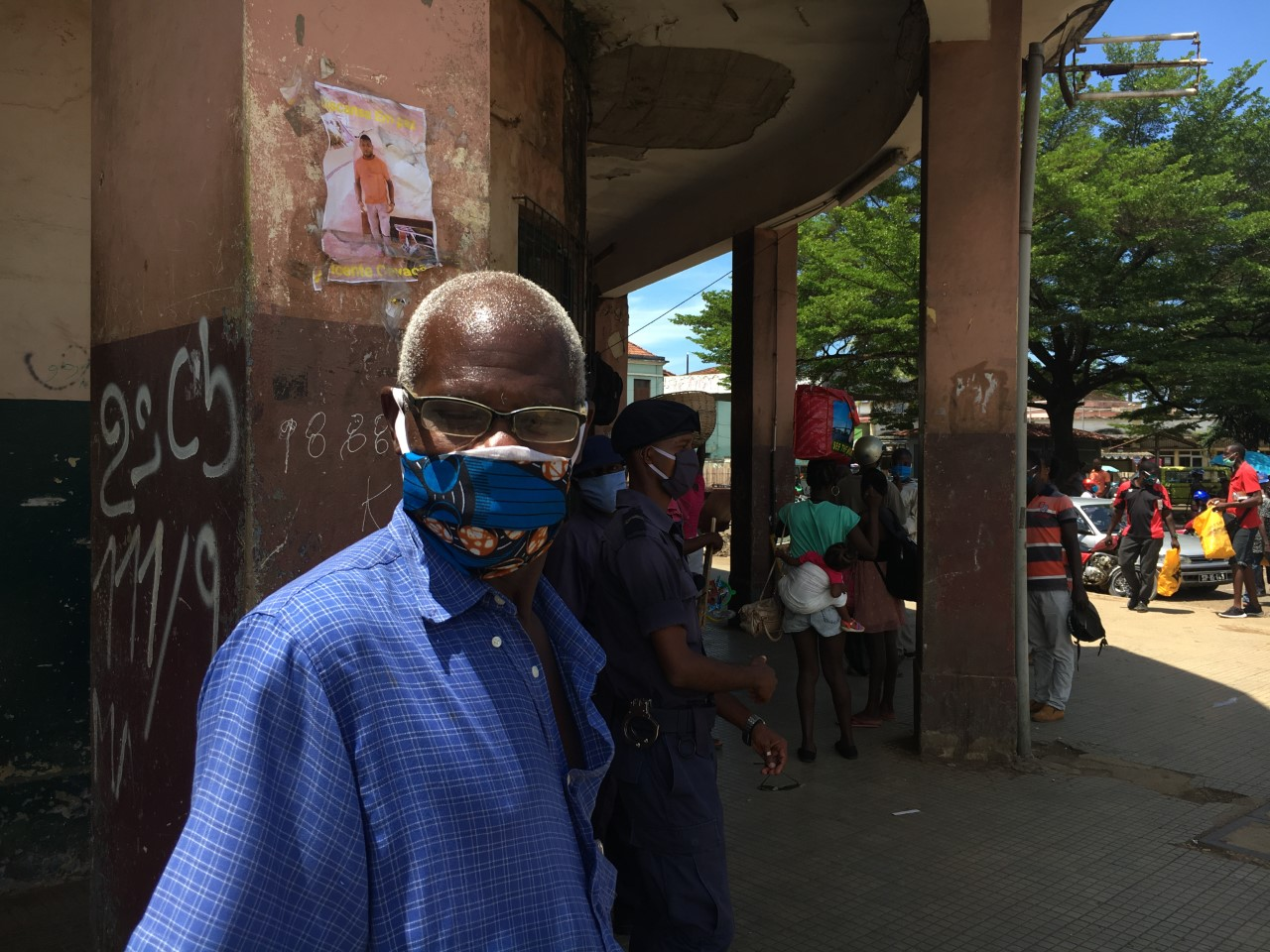
Масковий режим через пандемію у 2020 році
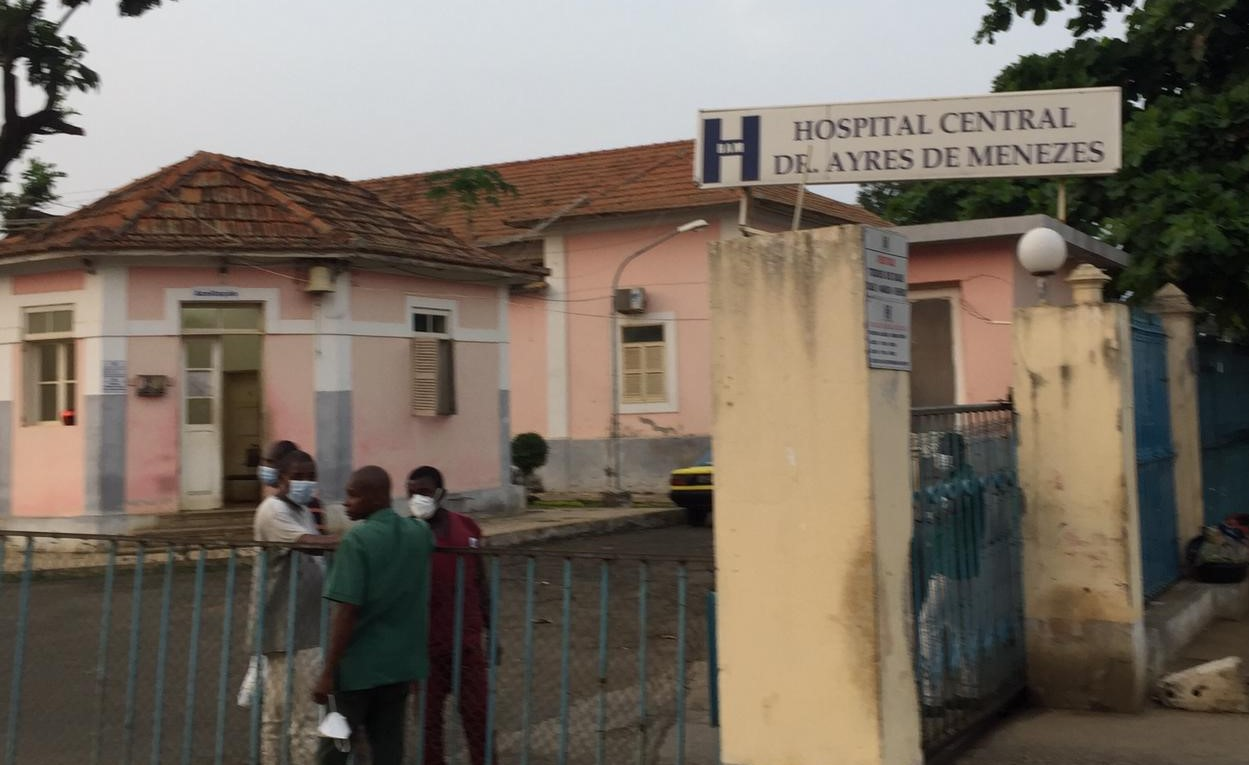
Головний госпіталь країни
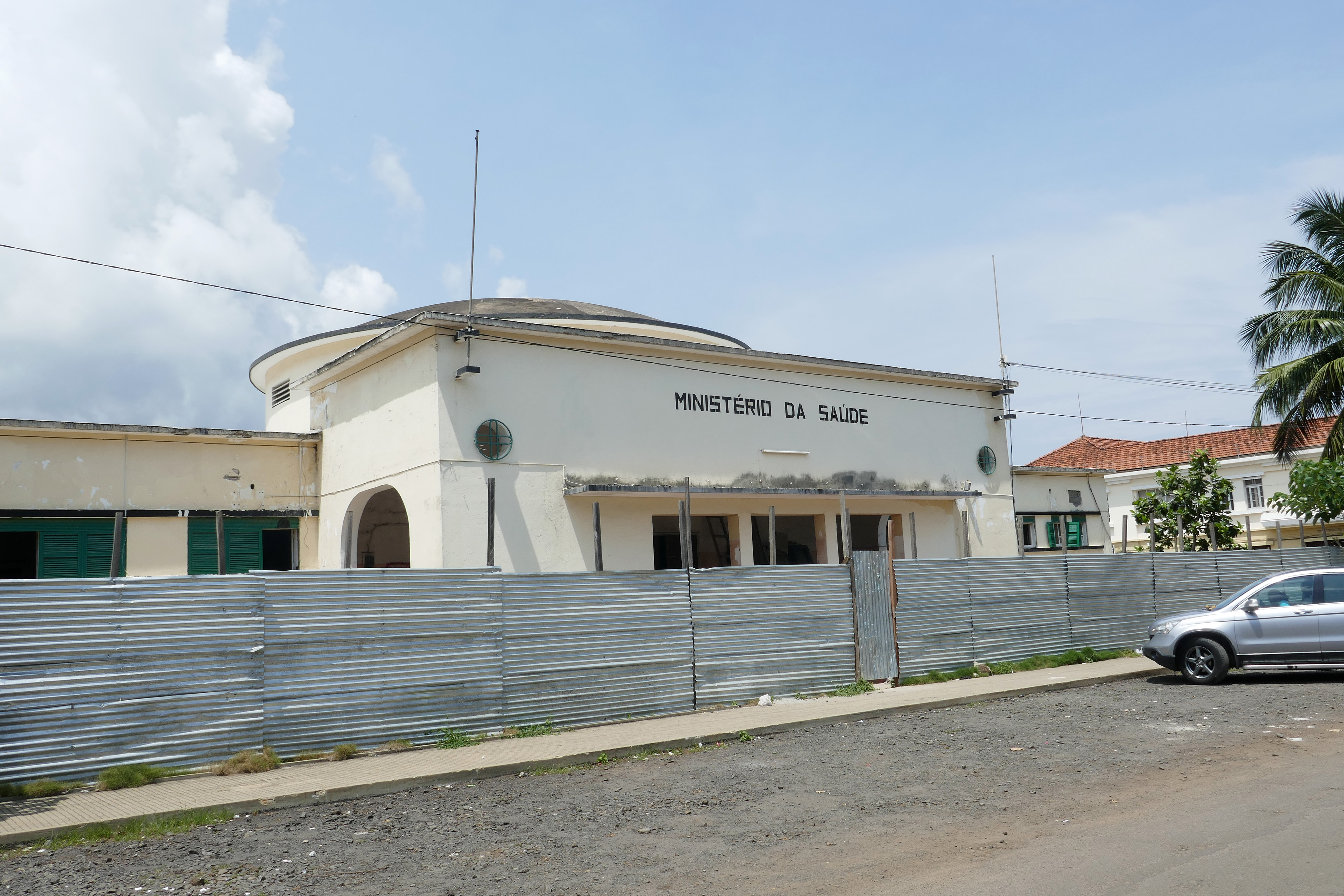
Міністерство охорони здоров'я

Очікувана середня тривалість життя в 2006 році становила 67,3 року: для чоловіків — 65,7 року, для жінок — 69 років. Смертність немовлят до 1 року становила 41,8 ‰ (станом на 2006 рік). Населення забезпечене місцями в стаціонарах лікарень на рівні 1 ліжко-місце на 116 жителів; лікарями — 1 лікар на 1940 жителів (станом на 1995 рік). 

### Освіта

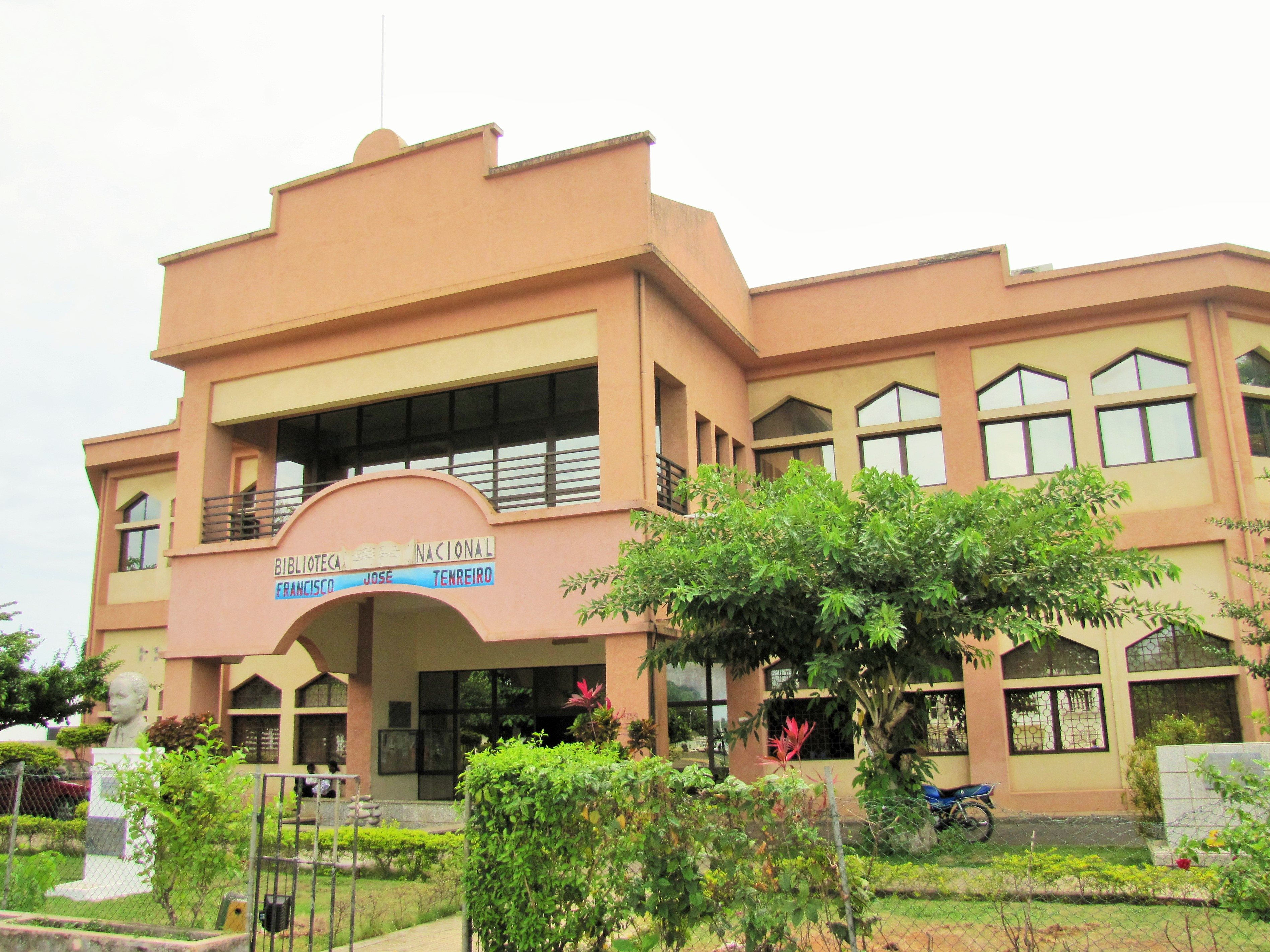
Національна бібліотека
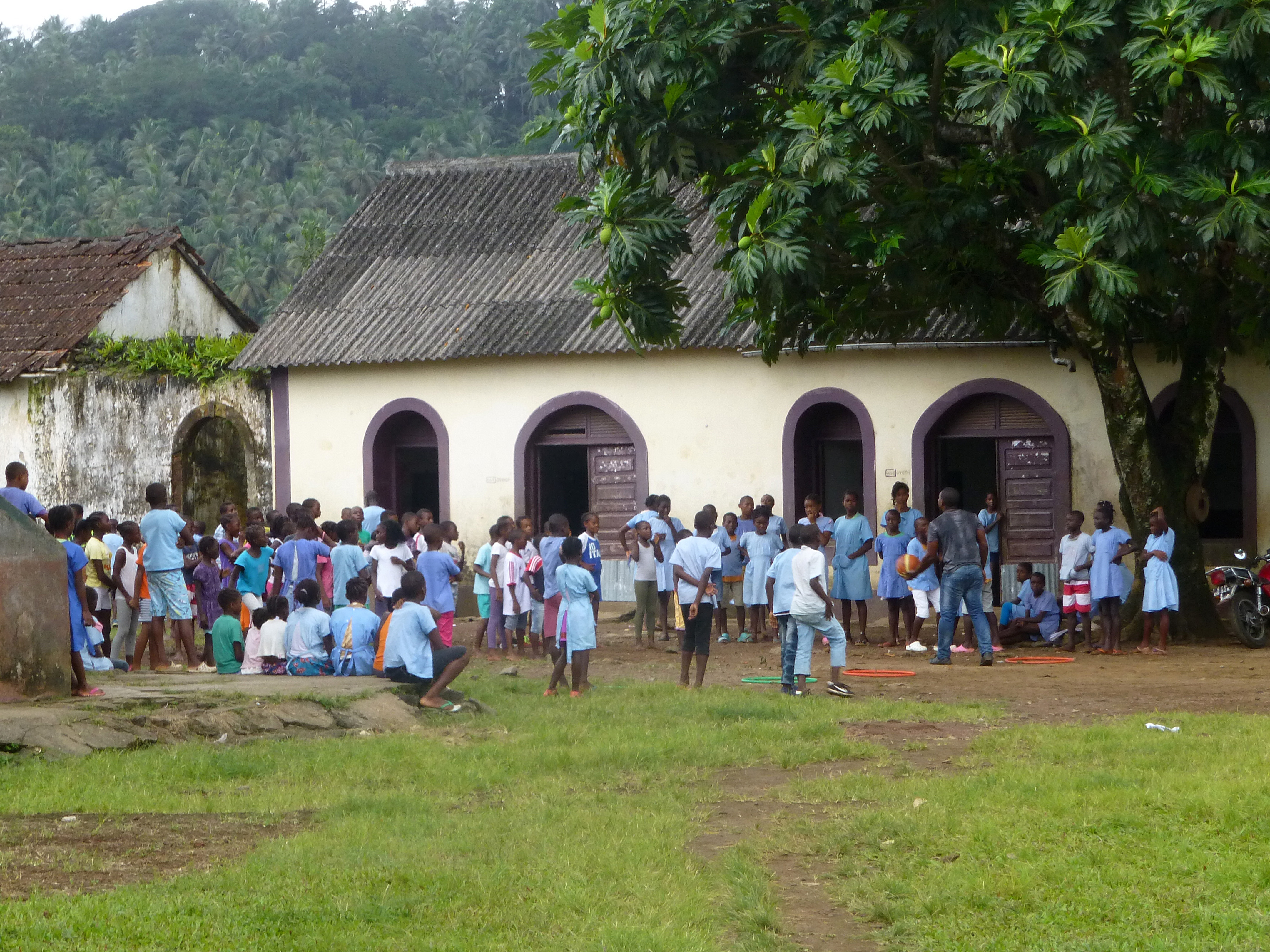
Школа
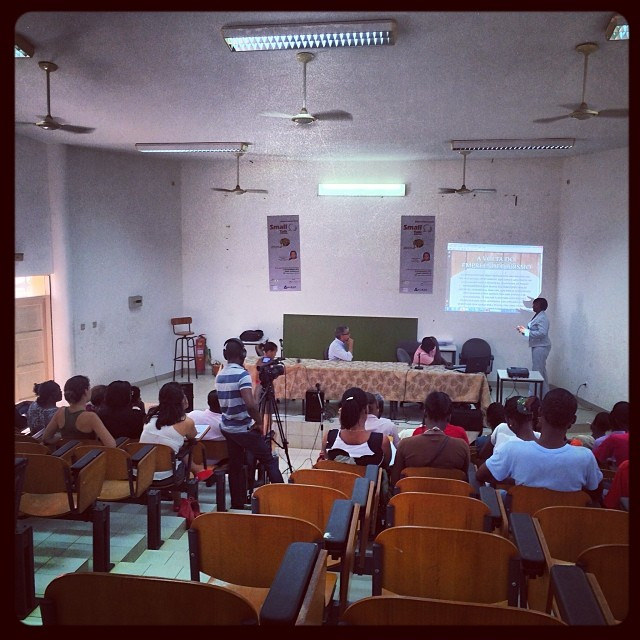
Лекція в університеті Сан-Томе
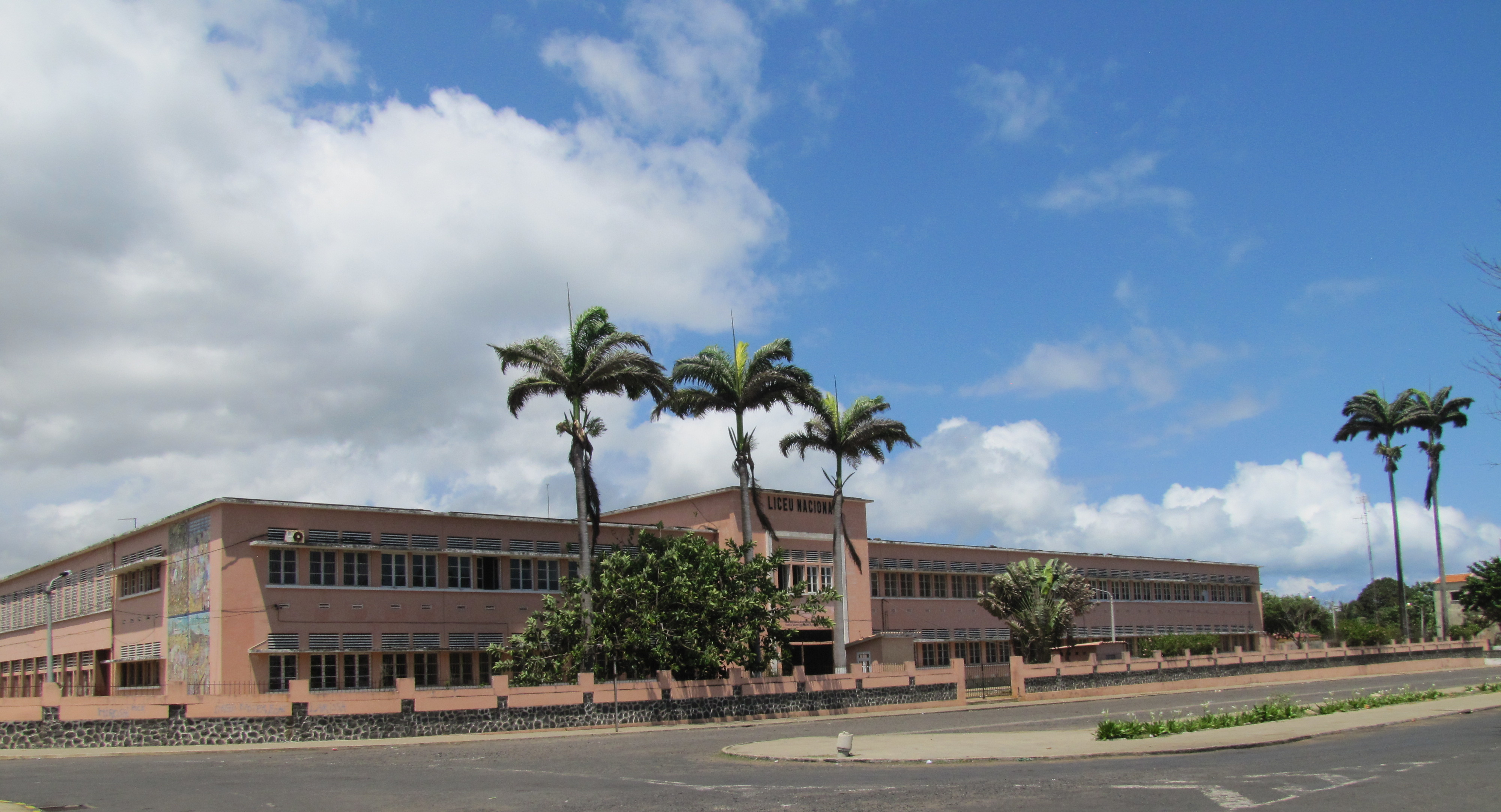
Національний ліцей

Рівень письменності в 2000 році становив 79,3 %: 85 % серед чоловіків, 62 % серед жінок.

### Інтернет

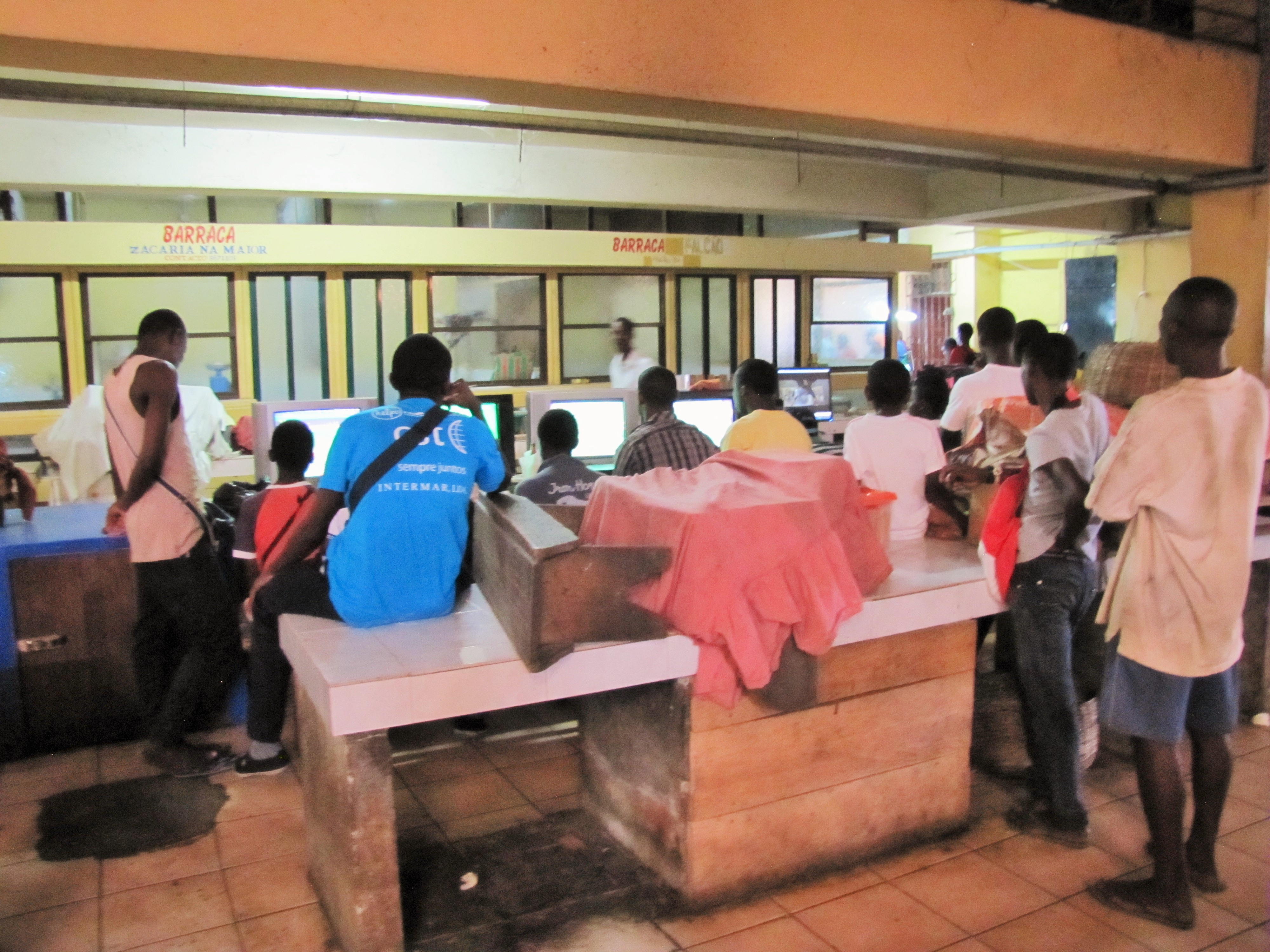
Інтернет-кафе в Сан-Томе в 2014 році

У 2001 році всесвітньою мережею Інтернет у Сан-Томе і Принсіпі користувались 30 тис. осіб.